# ふとん太鼓

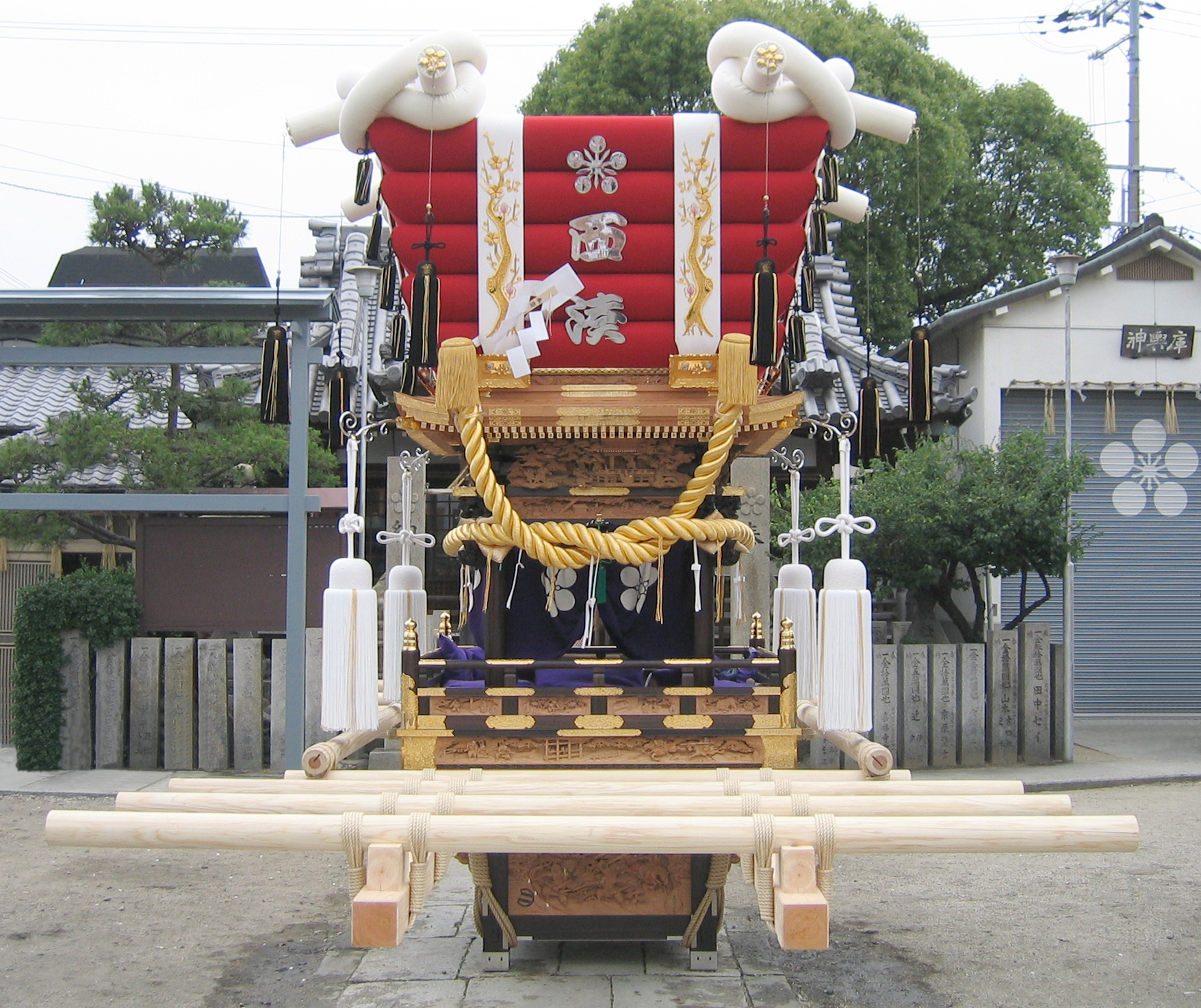
堺型ふとん太鼓（写真は大阪府堺市堺区 西湊太鼓台　約1.7トン）。布団の頂上四隅にある縛り紐は湧き立つ雲を表すという

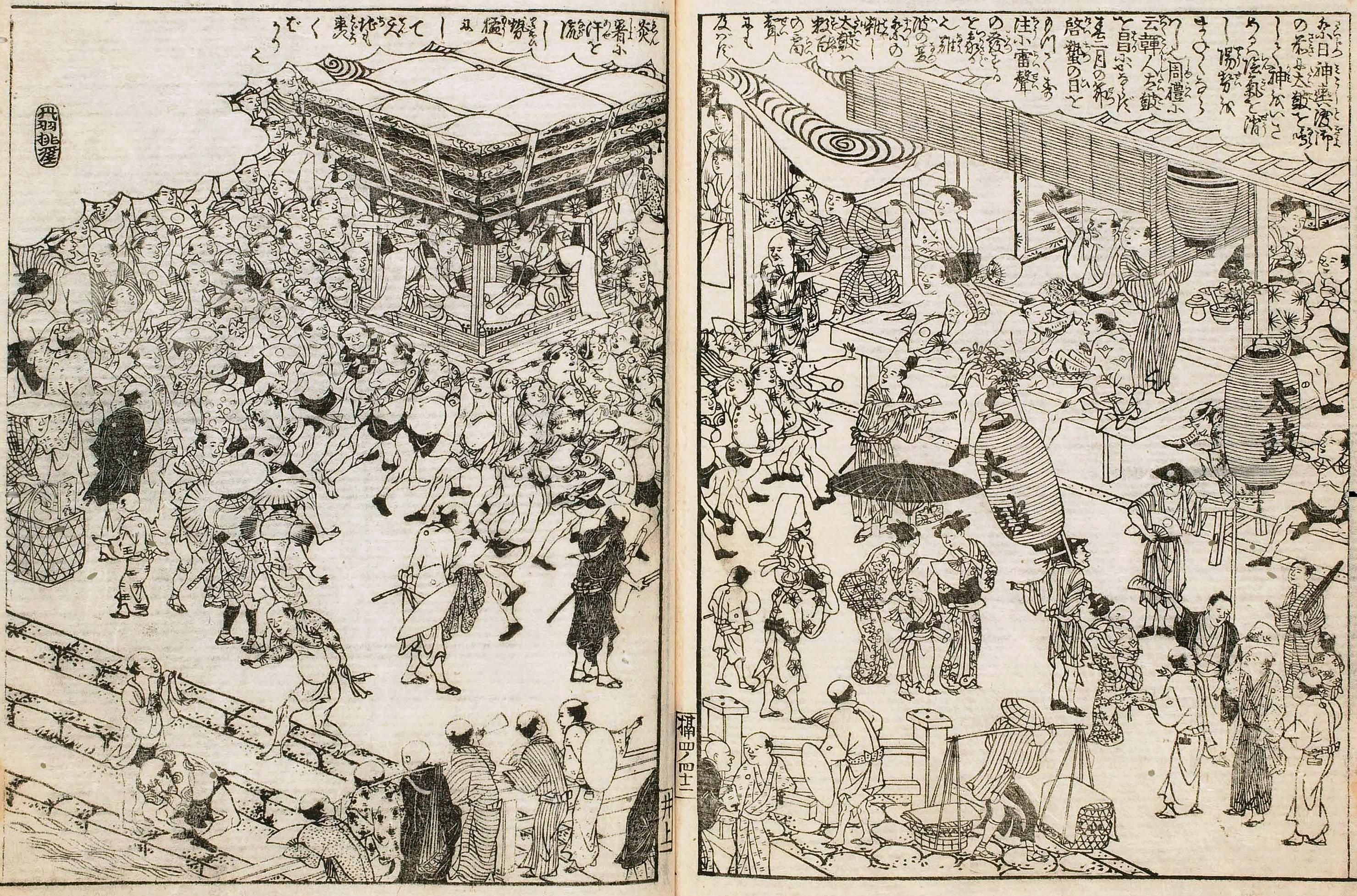
難波神社の布団太鼓。摂津名所図会（18世紀）より。太鼓の叩き手となった子供は投げ頭巾をかぶり、商家の軒先では担ぎ手に西瓜をふるまっている。ト書きには、太鼓の音は雷のように大きく、周に伝わるという韓人（中国人）太鼓も及ばないだろうとある

ふとん太鼓（ふとんだいこ）は、大阪府河内・泉州地方や、兵庫県播磨・淡路その周辺で担がれる大型の太鼓台のことである。祭りの飾り山車の一種であり、形状的な最大の特徴は、正方形の巨大な布団を屋根にあたる部分に逆ピラミッド型に積む点にある。布団だんじり、布団神輿、布団屋台などとも呼ばれる。
重さは1.0t～2.0tあり、約50～70人ほどで毎年各神社の祭礼で派手な演出と共に勢いよく担がれている。現在では少なくなったが戦前は一カ所の神社で約10台以上、宮入されていた所（開口神社、菅原神社）もある。 

## 形式と特徴

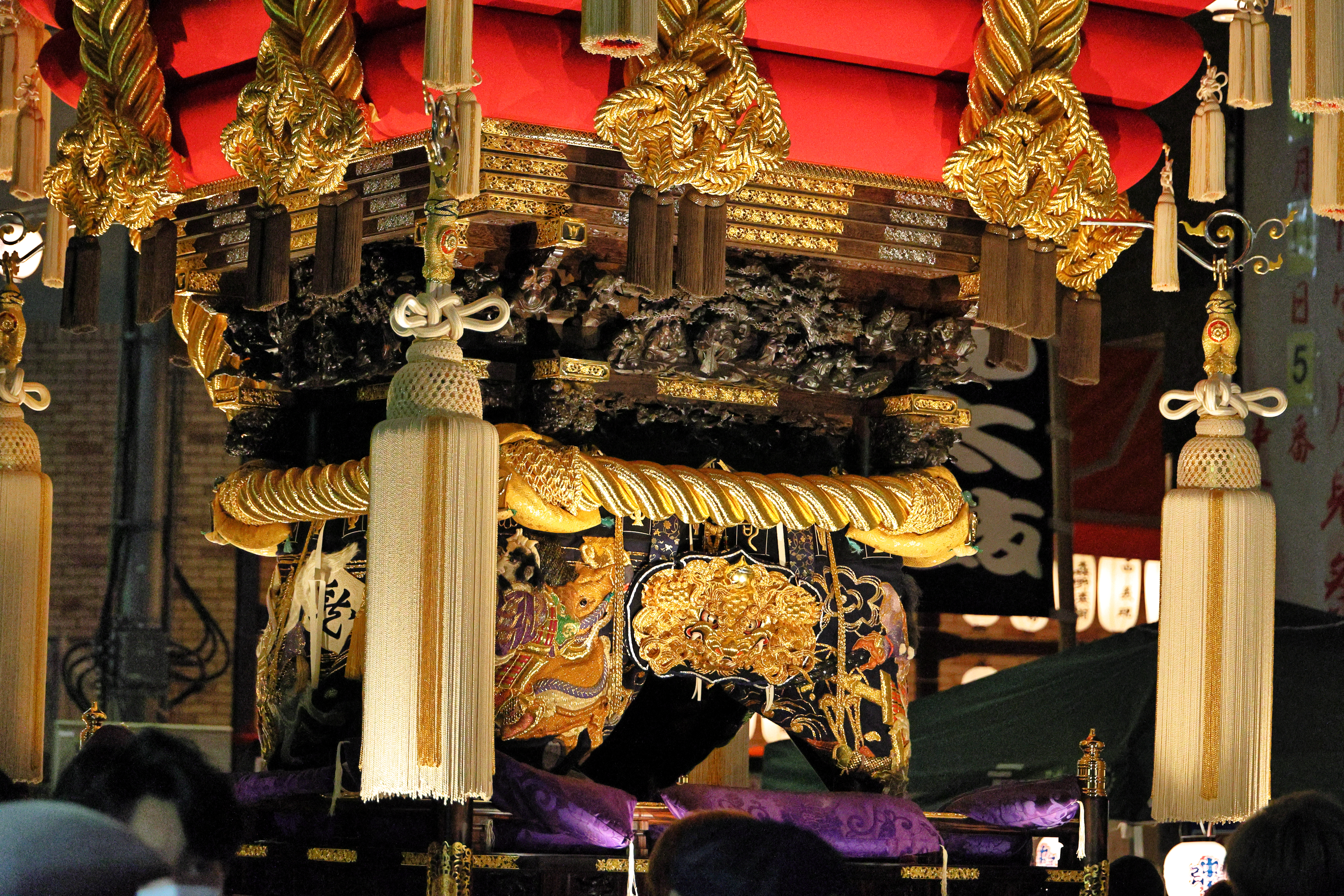
中百舌鳥町のふとん太鼓の装飾
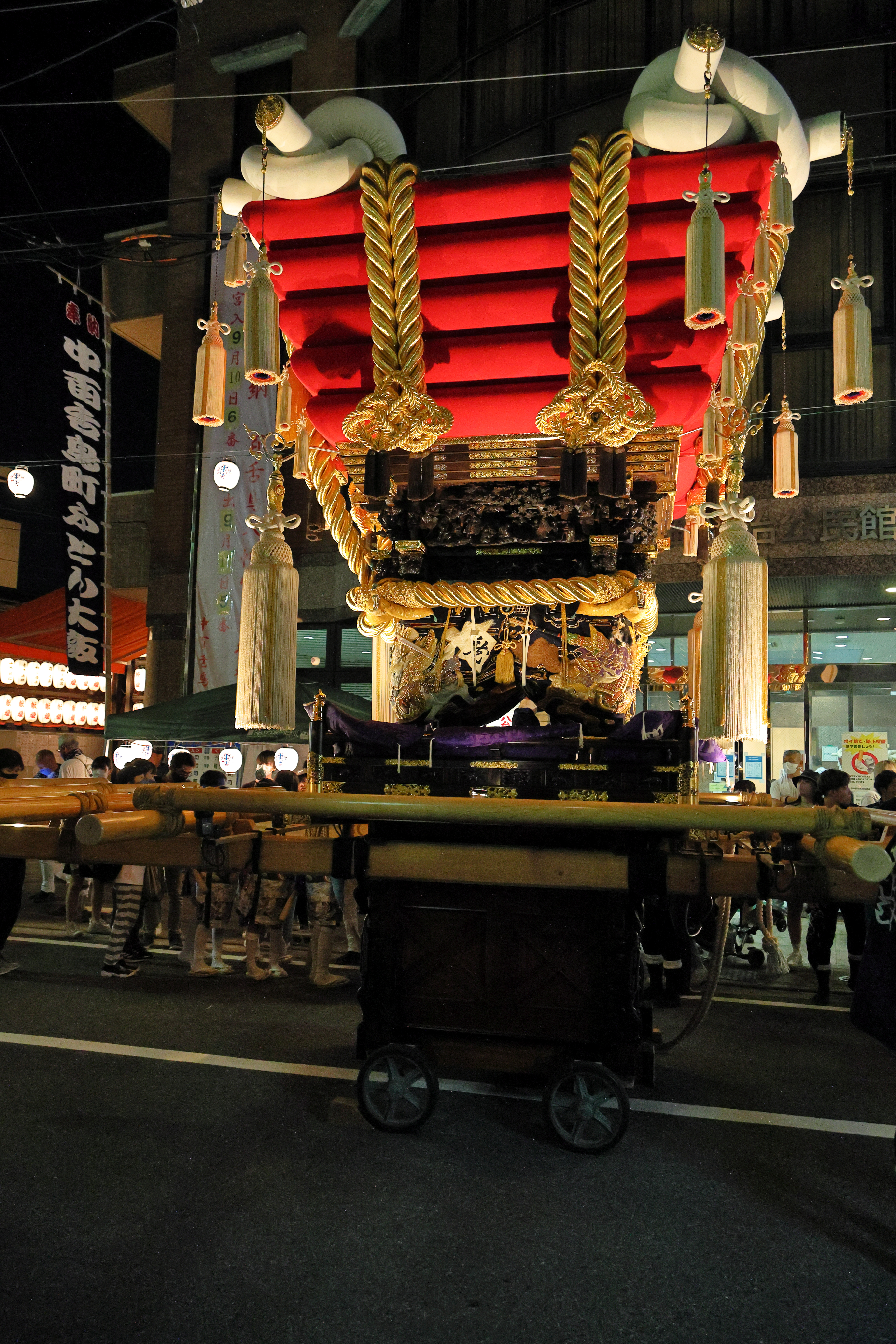
中百舌鳥町のふとん太鼓
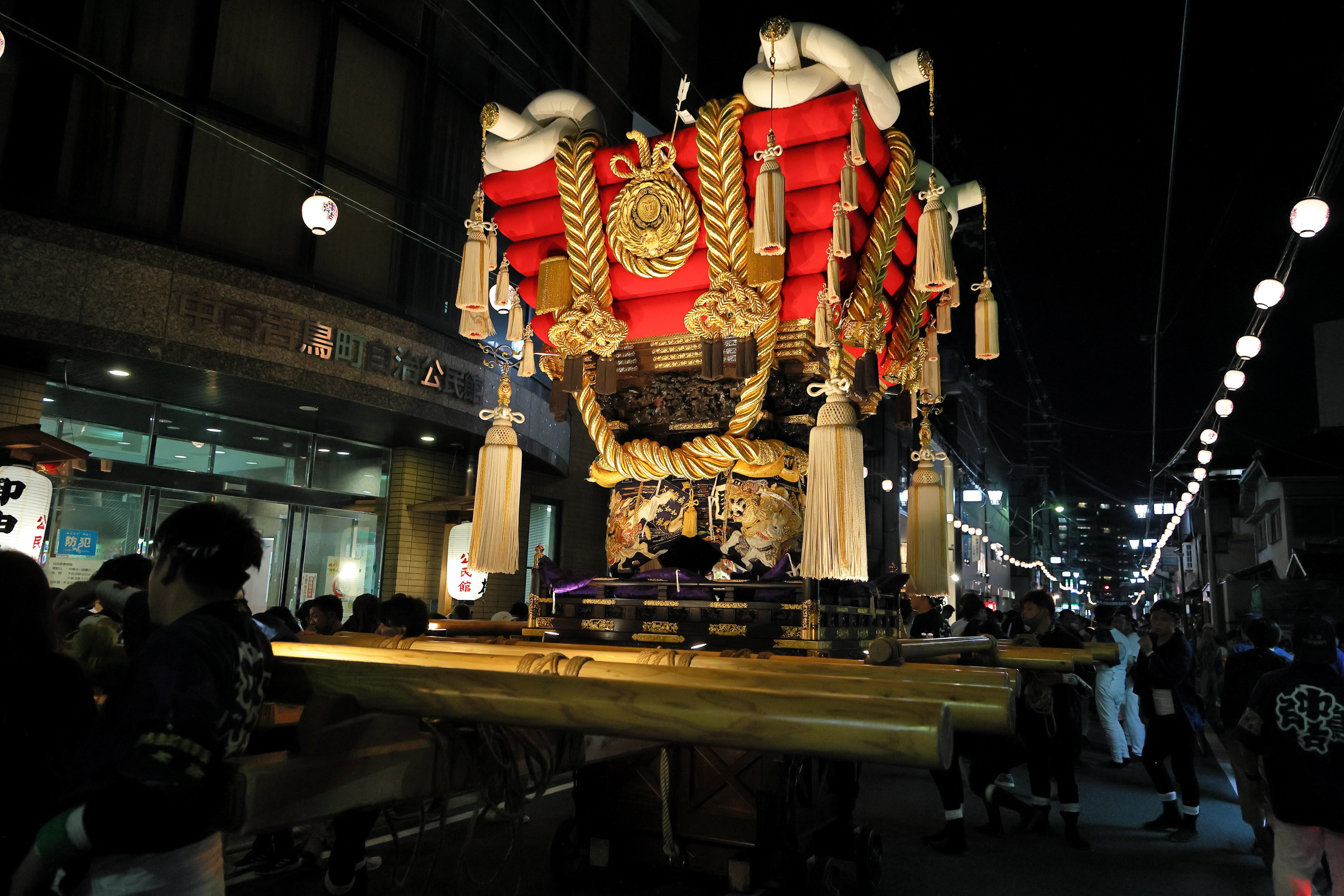
中百舌鳥町のふとん太鼓

- 共通
  - 内部は中央に太鼓があり、「乗り子」と呼ばれる少年4～8名が乗り込む。激しい動きでも転落しないように乗り子を縛り付ける地区もある。乗り子は舞台化粧並の厚化粧で、豪華な衣装を着る場合が多い。撥の形は野球のバットを短くしたような太くて短いものを使う場合が多い。

- 大阪型
  - 布団の角度が小さく彫り物中心のふとん太鼓。土呂板や欄干、雲板にも彫刻が入る。その中でも雄太鼓と呼ばれるものもあり、飾りが少なくシンプルなのが特徴的である。大きな特徴としては五段のふとんの下に薄い板を数枚重ねたようなタガヤが施されている。

- 淡路島内においての淡路型  淡路島内では、ふとんだんじり又はかき（ぎ）だんじりと呼ばれる。島内に現存する本体の全数を把握する者はいないが、約200台はあるとされている。移動のため、祭礼の時には底部に車輪が取り付けられる。淡路島南部では主に車輪を使い境内をシーソーのように揺らしたり、回転する動作だけをする地区が多い。回転や曳行中の取り回しがしやすいよう、舵（梃子）を取り付けているところもある。神社への奉納において、浄瑠璃と一対とする考えが多く。若者は祭礼前に練習を繰り返し、だんじり唄（浄瑠璃くずし）を披露するところが多い。淡路島北部では、宮入の際に車輪を外しだんじりを担ぎ練りながら宮入をする地域が多い。担ぎ練ることの勇壮さに重点が置かれ競いあう。神社の奉納においては祇園囃子が唄われる部落もある。
- 堺型

ふとん太鼓全体の彫り物が、神話、人情もの、風景、花鳥物が多く土呂板や欄干にも彫刻が入る。ふとんの厚みが下から上に順に厚くなっていて布団の角度が小さく蒲団〆が金綱では無く羅紗などの帯びであること。もっとも大きな特徴は、ふとんの下にふとん台と小屋根がついていることと柱が地についている所まですべて一本の木で作ってある通し柱（四本柱）。
- 中百舌鳥町のふとん太鼓の装飾
- 中百舌鳥町のふとん太鼓
- 中百舌鳥町のふとん太鼓

- 貝塚型

結び・トンボの代わりに「魔羅」と呼ばれるものが立っている。下地車に見られるような緻密な彫刻が施されており、柱が上下にスライド出来、「せり上げ」と呼ばれる。
- 山型布団屋台

高砂市、加古川市北部、北播方面に多くある。

## 東大阪市のふとん太鼓
枚岡神社 秋郷祭 （10月14日・15日）
- 出雲井・鳥居　大太鼓1　小太鼓1

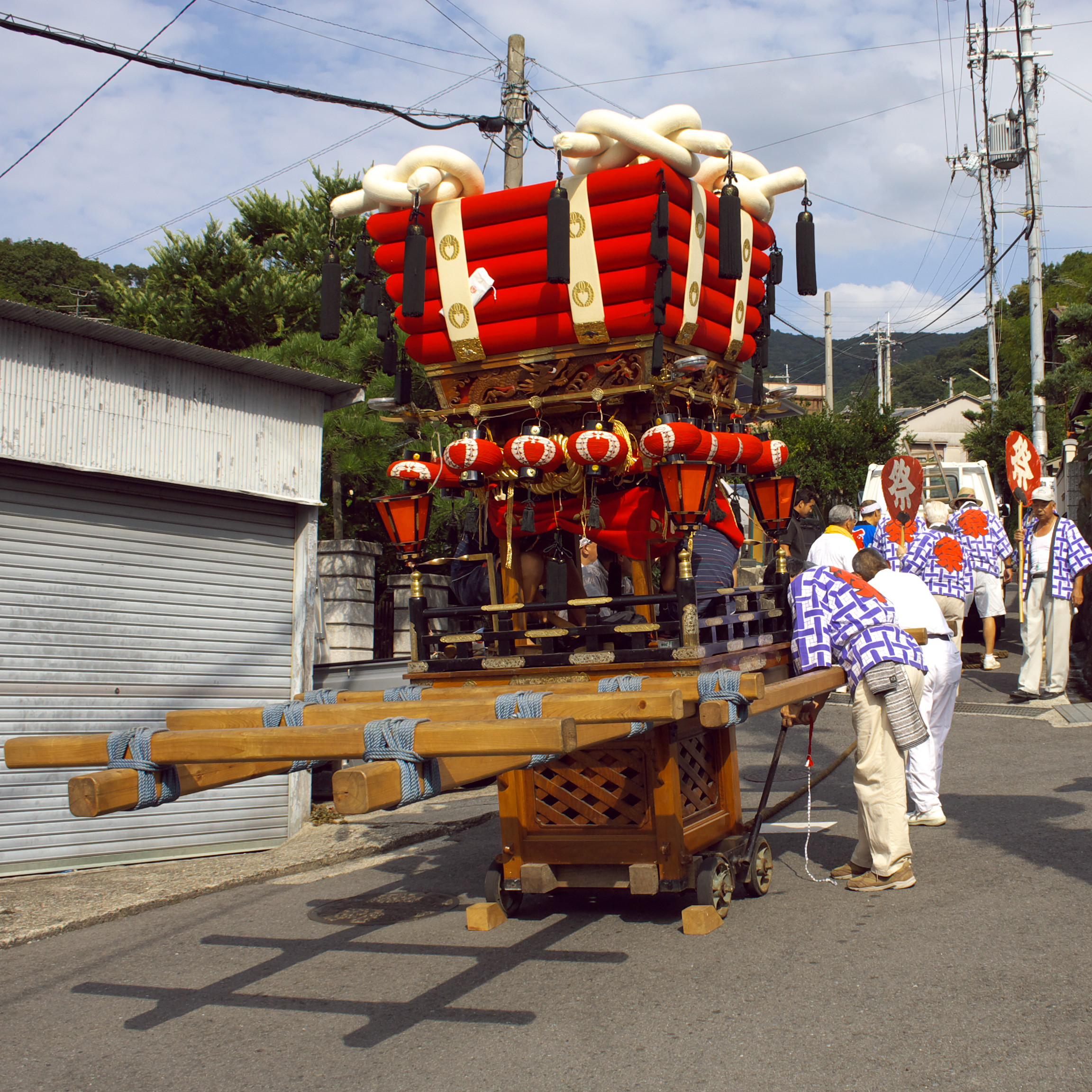
東大阪市のふとん太鼓

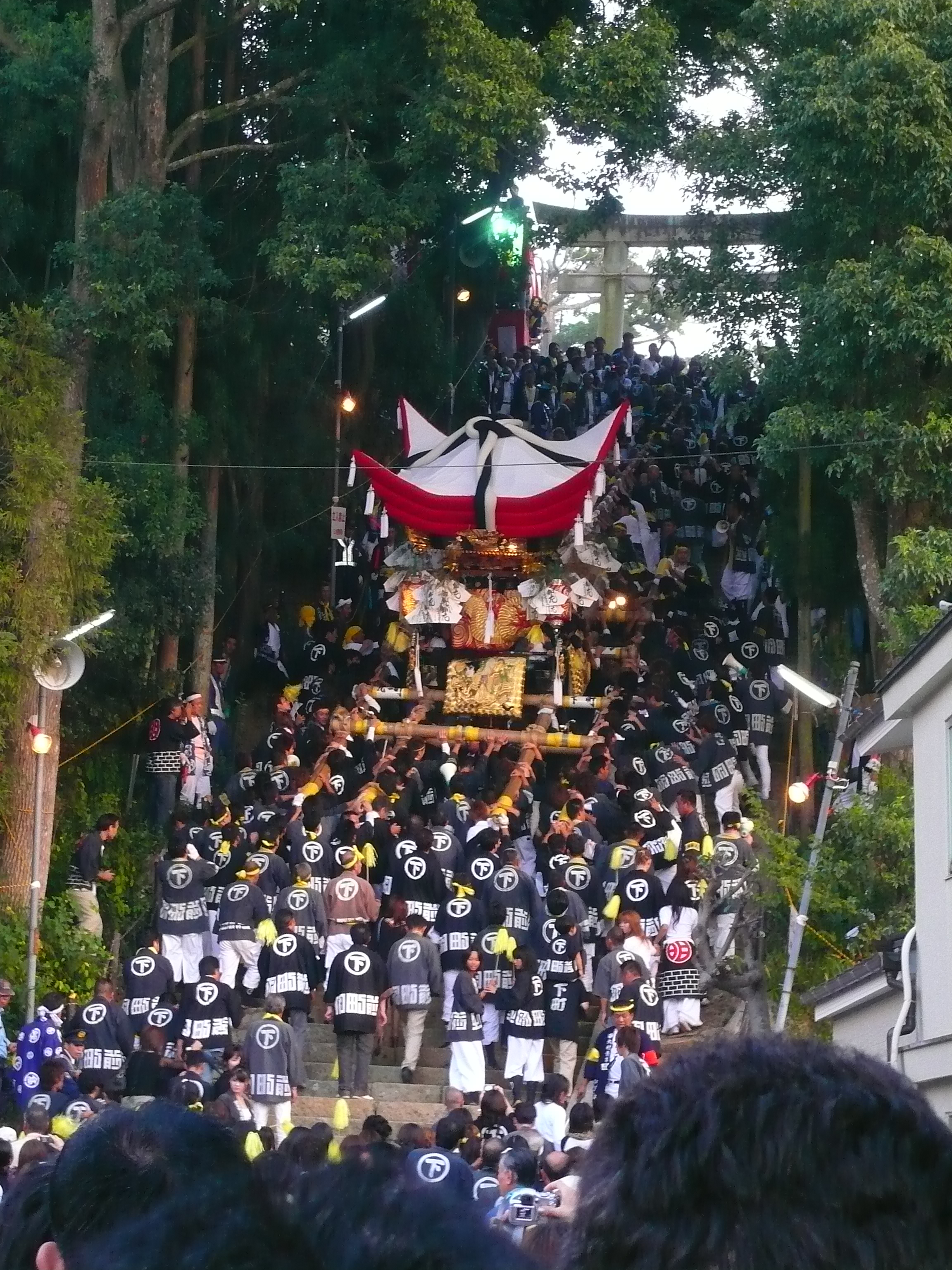
屋台宮入りの様子
（兵庫県三木市大宮八幡宮）

- 額田　　　　 　　大太鼓1　中太鼓1　小太鼓1
- 宝箱　　　　　 　大太鼓1　小太鼓1
- 豊浦　　　　　 　大太鼓1　小太鼓1　豆太鼓1　地車1
- 喜里川 　　　    　大太鼓1　小太鼓1
- 五条　　　　　　 大太鼓1　小太鼓1
- 客坊　　　　　　 大太鼓1　小太鼓1
- 河内　　　　　 　大太鼓1　小太鼓1
- 四条　　　　　 　大太鼓1　小太鼓4　地車1

 大賀世神社 （10月第2土曜・日曜）
- 横小路

 池島神社 （10月21日・22日）
- 乾
- 巽
- 本町
- 橋詰

 梶無神社 （10月22日・23日）
- 櫻井
- 上六万寺
- 下六万寺

 吉田春日神社 （10月15日・16日）
- 本郷
- 市場
- 新家
- 艮
- 下島

 石切劔箭神社 （夏季：7月2,3,4日、秋季：10月第3土・日）
- 植附
- 辻子
- 芝
- 日下

※夏季に参加する太鼓台は、秋季には参加しない。
 大津神社 （10月第2土・日）
- 古水走
- 町水走

 御劔神社 夏季大祭 （7月第3土・日）
- 本部　　　 　御神輿1　小神輿1　小太鼓1
- 北之町　 　 大太鼓1
- 西之町　 　 大太鼓1
- 新町　　 　　大太鼓1
- 中南之町 　大太鼓1　小太鼓1

## 八尾市のふとん太鼓
玉祖神社 （7月「海の日」直前の土・日）
- 神立
- 水越
- 楽音寺
- 大竹
- 千塚
- 服部川
- 大窪
- 郡川
- 山畑
- 黒谷

 万願寺（住吉神社・八幡神社・式部御野縣主神社） （7月最終の土・日）
- 堂垣内（住吉神社）
- 御領（八幡神社）
- 式部（式部御野縣主神社）
- 新家（住吉神社）

7月最終の日·月)
矢作神社
 恩智神社 （夏祭り：8月1日、秋祭り：11月26日）
 八阪神社 （7月最終の土・日）
- 西山本（貝塚型）

 神劔神社 （10月5日）
 弓削神社 （東弓削側）（7月最終の土・日）
弓削神社 （弓削町側）（（9月下旬〜もしくは）10月 第一週の土・日）志紀弓削自治会連合会
加津良神社(10月 第二週土曜日・日曜日)
御野縣主神社（上之島）（10月　第二土日）
三十八神社（10月第三週土曜日・日曜日）

## 藤井寺市のふとん太鼓
辛国神社・八幡神社・産土神社（10月「体育の日」直前の土・日）
- 南岡（辛国神社）
- 津堂（八幡神社）
- 小山（堺型）（産土神社）
- 北岡

## 大阪市のふとん太鼓
生野区
- 巽神社 （夏季：7月14,15日、秋季：10月14,15日）
- 大地

住之江区
- 高崎神社（7月中旬頃の土日）
- 南加賀屋

平野区
- 杭全神社 （7月11日～14日）

毎年地車を宮入りさせる町が順番（9年に1度）でふとん太鼓の運行を担当。ふとん太鼓は、11日と14日のみ。乗り子は、ここでは「敲き児」（たたきこ）と呼ばれ、3～12歳位の少年が厚化粧して豪華な衣装、四角い布が垂れた頭巾を被って登場。
- 長吉志紀神社（10月の第2土日）

西淀川区
- 田蓑神社（7月31日～8月1日）

此花区
- 澪標住吉神社（7月31日～8月1日）
- 鴉宮（7月31日～8月1日）
- 産土神社（7月22日～23日）

## 堺市のふとん太鼓

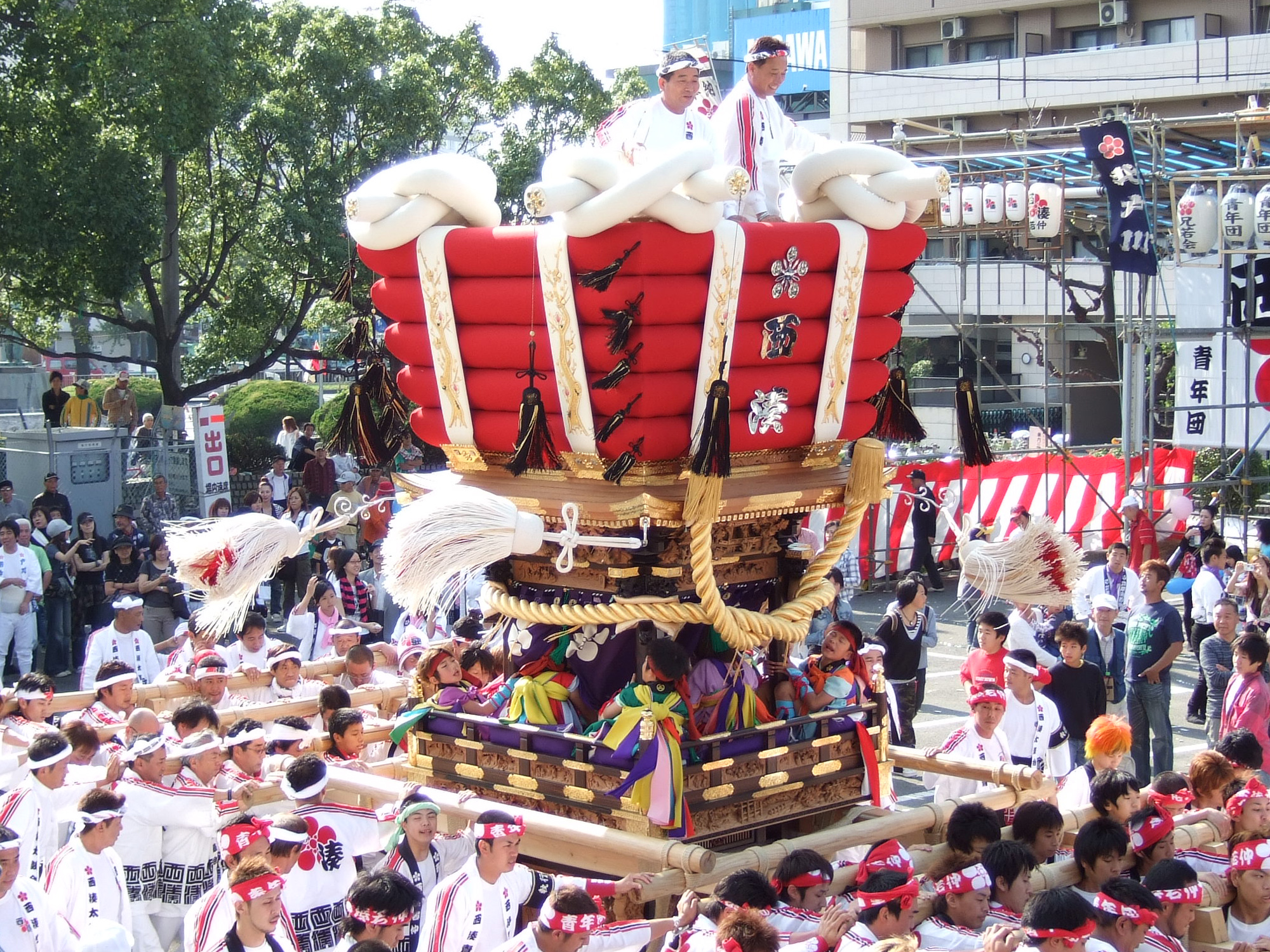
堺市のふとん太鼓は、布団状のものを周囲に取り付けた貼り子構造で、空洞部分に人が乗る

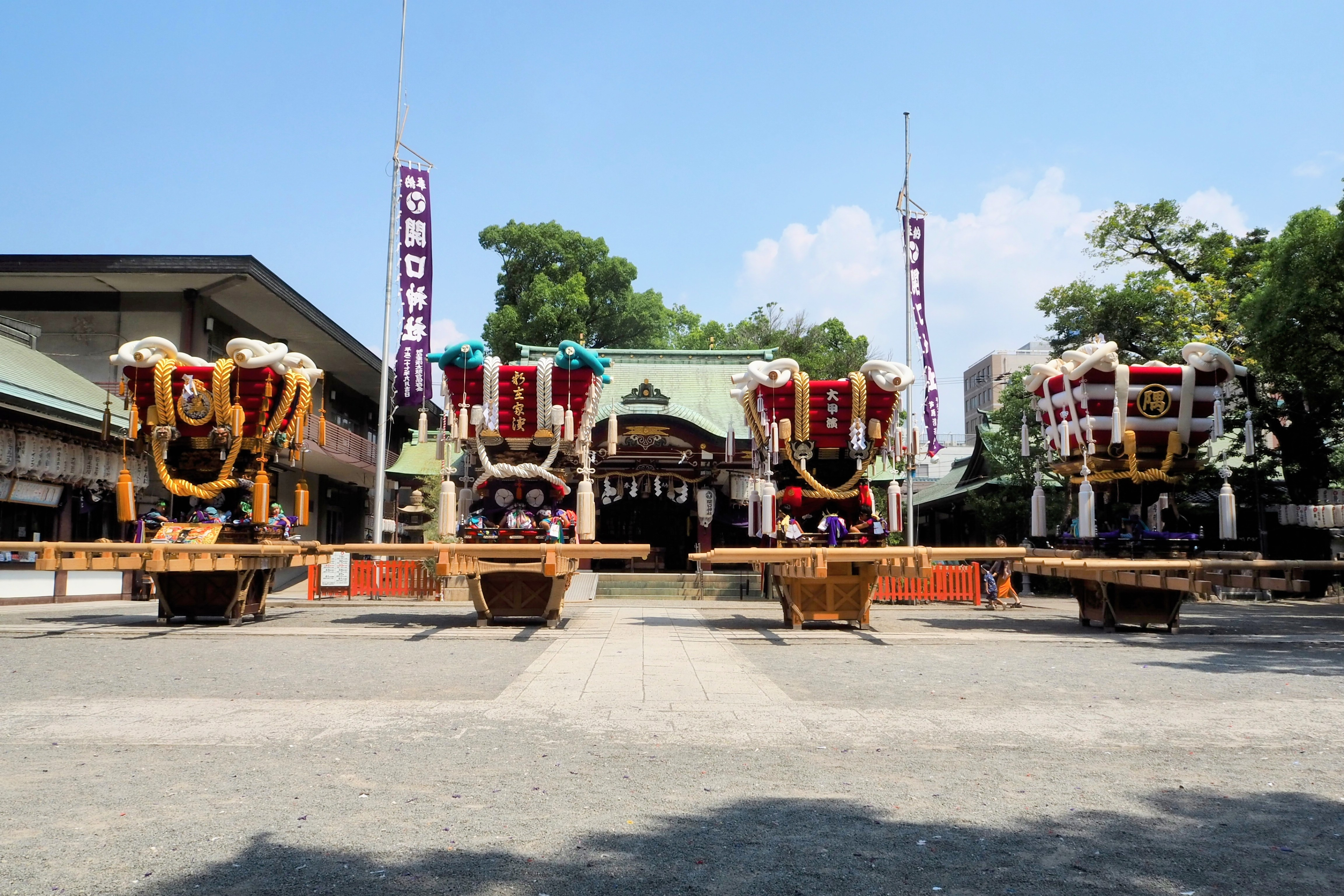
令和6年9月8日　開口神社八朔祭宮出にて　新在家濱5代目太鼓台の新調および大南戸川会長退任に伴い、2014年以来10年ぶりに本殿前に並べられた。左から芦原濱,新在家濱,大甲濱,大南戸川。

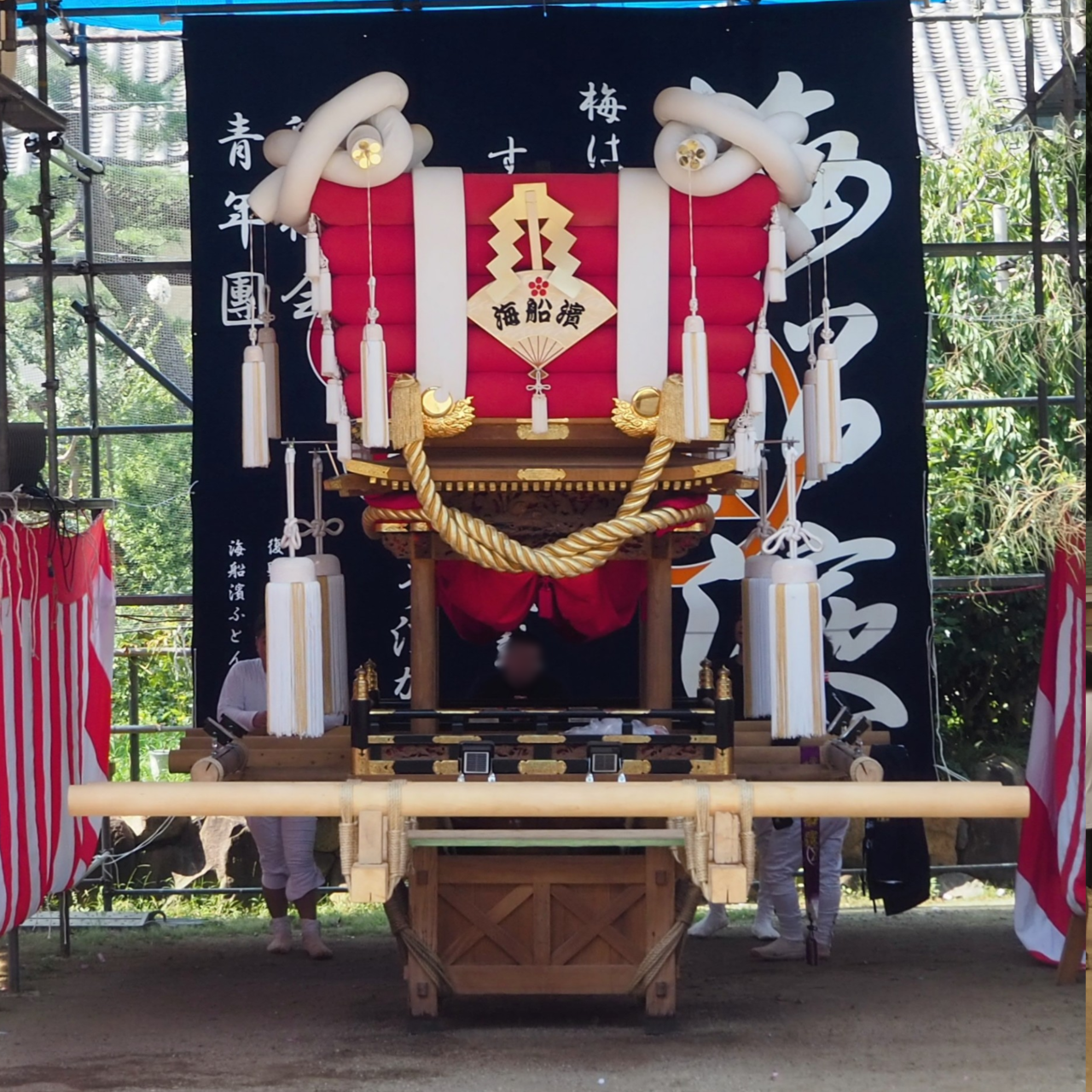
海船濱太鼓台　明治42年制作。

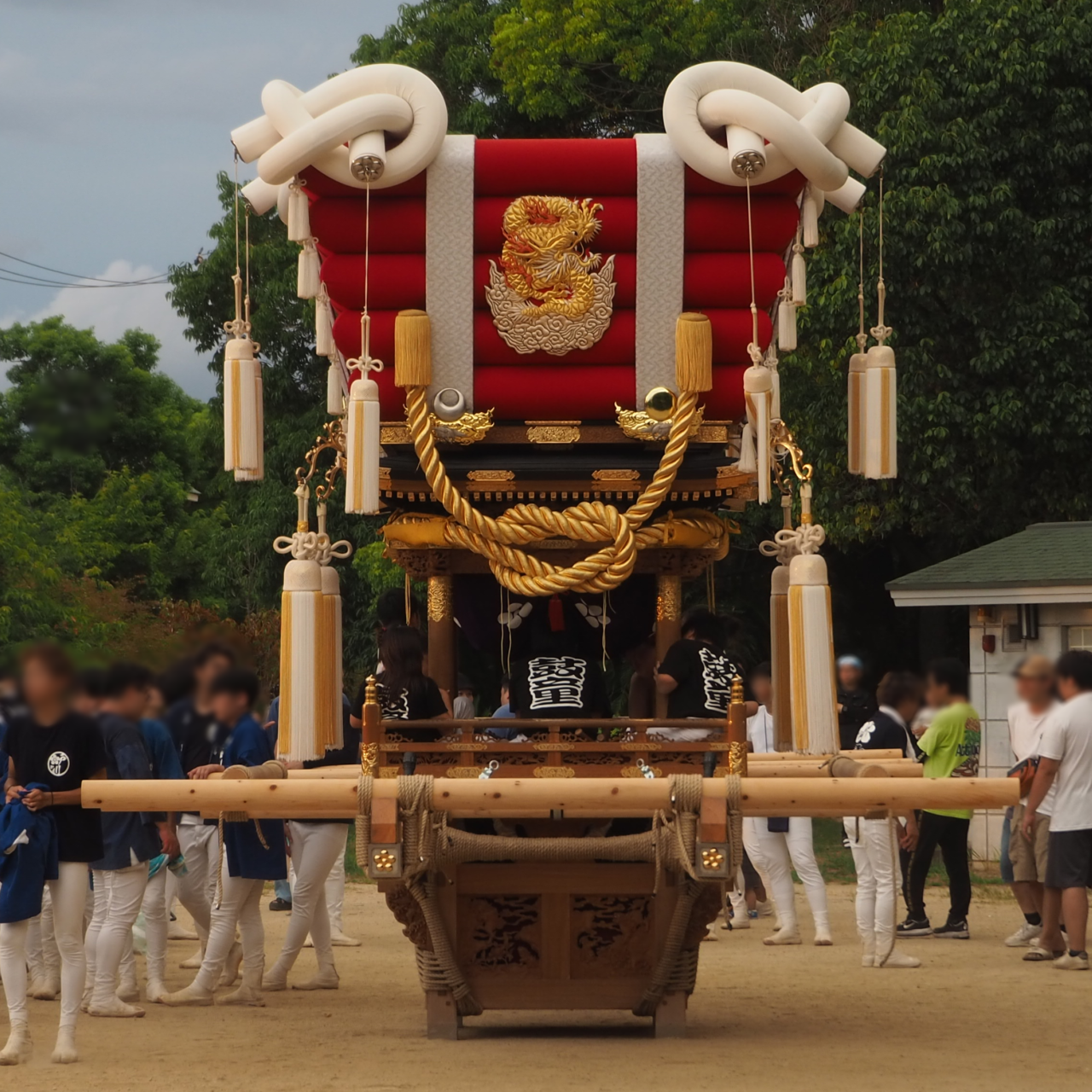
2代目北戸川太鼓台　平成24年新調。

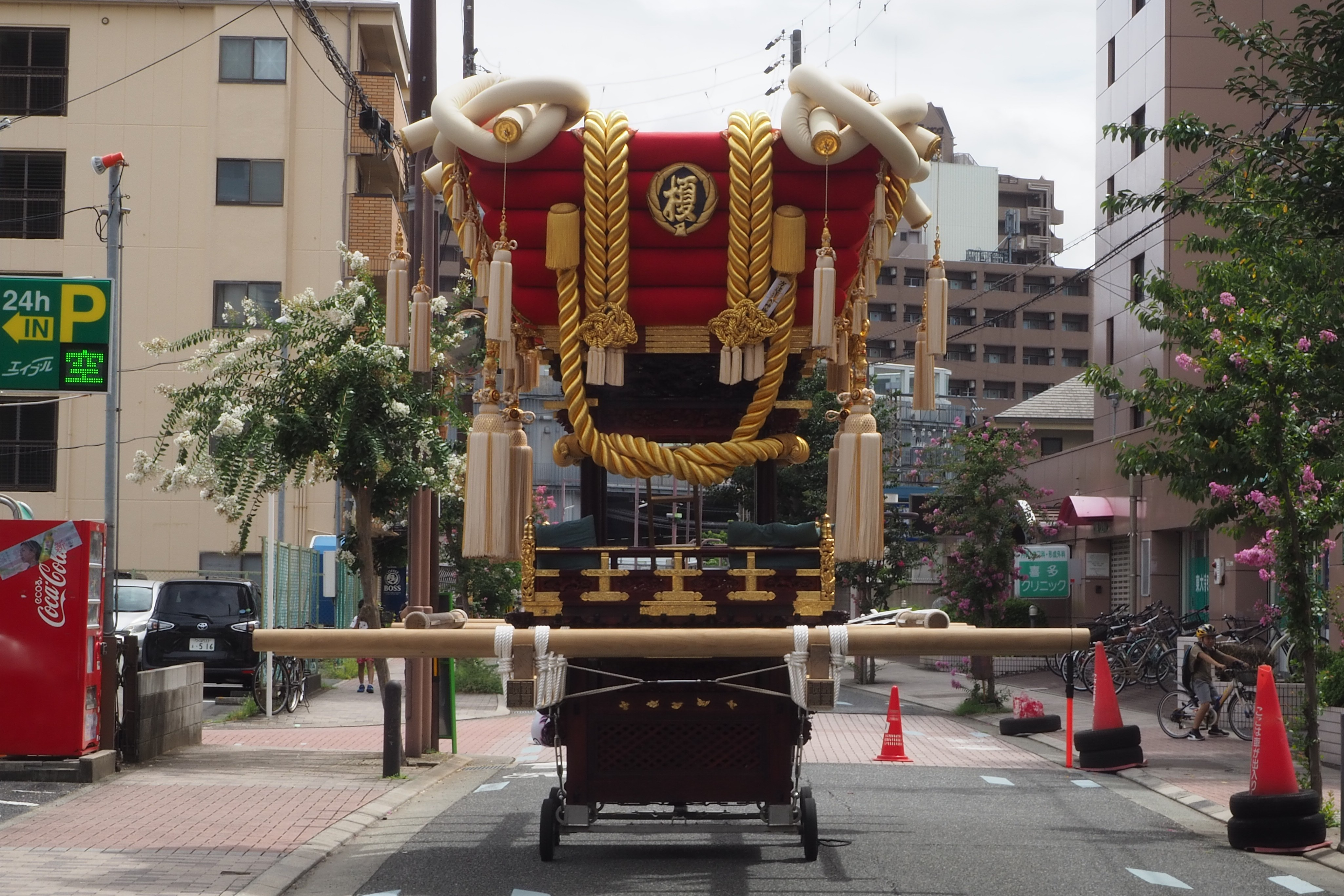
3代目榎太鼓台　平成18年新調。

開口神社八朔祭（9月12日より一つ前の 金・土・日曜日）泉州で最初の八朔祭はふとん太鼓が奉納される前から行われており、約600年の歴史を持つと言われている。全盛期には13基もの太鼓台が宮入りしていた。
- 芦原濱
- 大南戸川/隅田(堺型)
- 新在家濱
- 大甲濱

※大南戸川は新調10周年に伴い紅白の布団となっている。
- これらの他にも、子供太鼓の南半町が曳行されている。南半町はかつて大太鼓として宮入りしていたが、第二次世界大戦の堺大空襲により廃止。その後子供太鼓として復活した。
- 大甲濱は、平成10年度より、有志の手によって約70年振りに復活した。
- 2024年9月8日より、大南戸川隅田青年団は名称を大南戸川隅田太鼓会へと変更した。

 菅原神社八朔祭 
（9月12日より一つ前の 金・土・日曜日）
- 海船濱 (堺型)
- 北戸川 (堺型)

北戸川の子供太鼓も宮入りしている。
※2017(平成29)年度までは例年9月13、14、15日に太鼓台が運行されていたが、土休日開催に比べ平日開催となった場合参加者・見物客が減少するため、2018(平成30)年度からは開口神社八朔祭と同じ日程（9月12日より一つ前の 金・土・日曜日）での太鼓台運行へ変更された。
- 第二次世界大戦以前の全盛期には、14基もの太鼓台が宮入りしていた。その後戦争による空襲や、担ぎ手不足などの理由で徐々に廃止され、現在は2基のみが宮入りをしている。
- 北戸川はふとん太鼓の他にも、「戸川之獅子」と称した獅子舞や、団扇待ちの女性によるダンスなどの催し物が八朔祭に出場する。「戸川之獅子」は八朔祭以外にも、地元の盆祭りや公園・学校のイベント等にも参加している。

 船待神社秋季例大祭（9月第3金・土・日曜日）
- 出島濱
- 西湊 (堺型)
- 東湊 (堺型)
- 出島濱は2023年度より、名称を出島ふとん太鼓保存会から出島濱太鼓会へと変更した。

 方違神社秋季例大祭（9月第3土・日・月曜日）
- 榎

- 第二次世界大戦以前は3基の太鼓台が宮入りしていたが、空襲で焼失し現在では榎の1基のみとなっている。

 百舌鳥八幡宮月見祭（旧暦の8月15日に近い 土・日曜日）
ふとん太鼓の担ぎ手、観客数は毎年10万人以上と百舌鳥八幡宮月見祭が最も多いと言われる。
- 赤畑町
- 梅町
- 梅北町
- 土塔町
- 中百舌鳥町
- 陵南町
- 西之町
- 土師町
- 本町

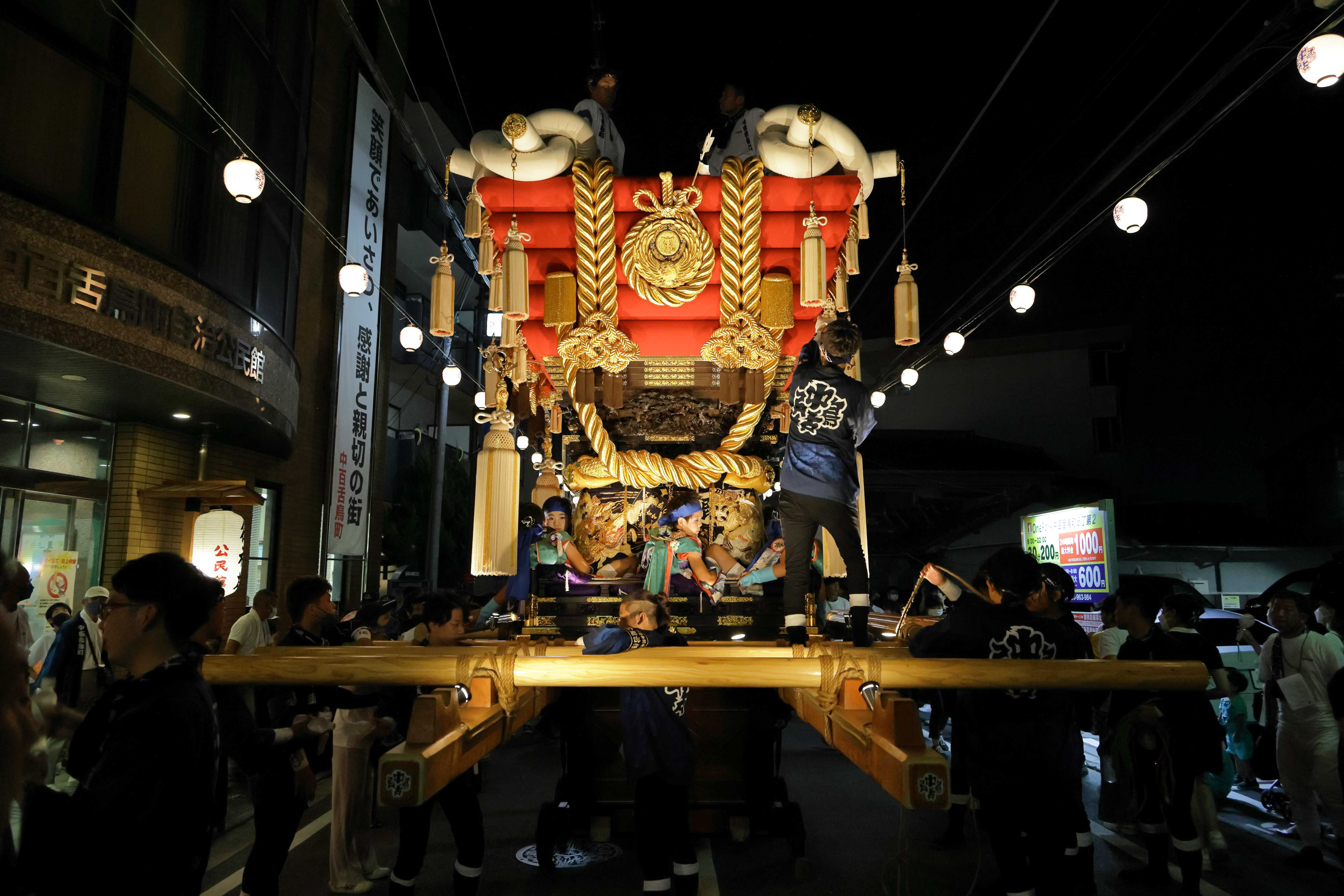
中百舌鳥町のふとん太鼓
- 中百舌鳥町のふとん太鼓
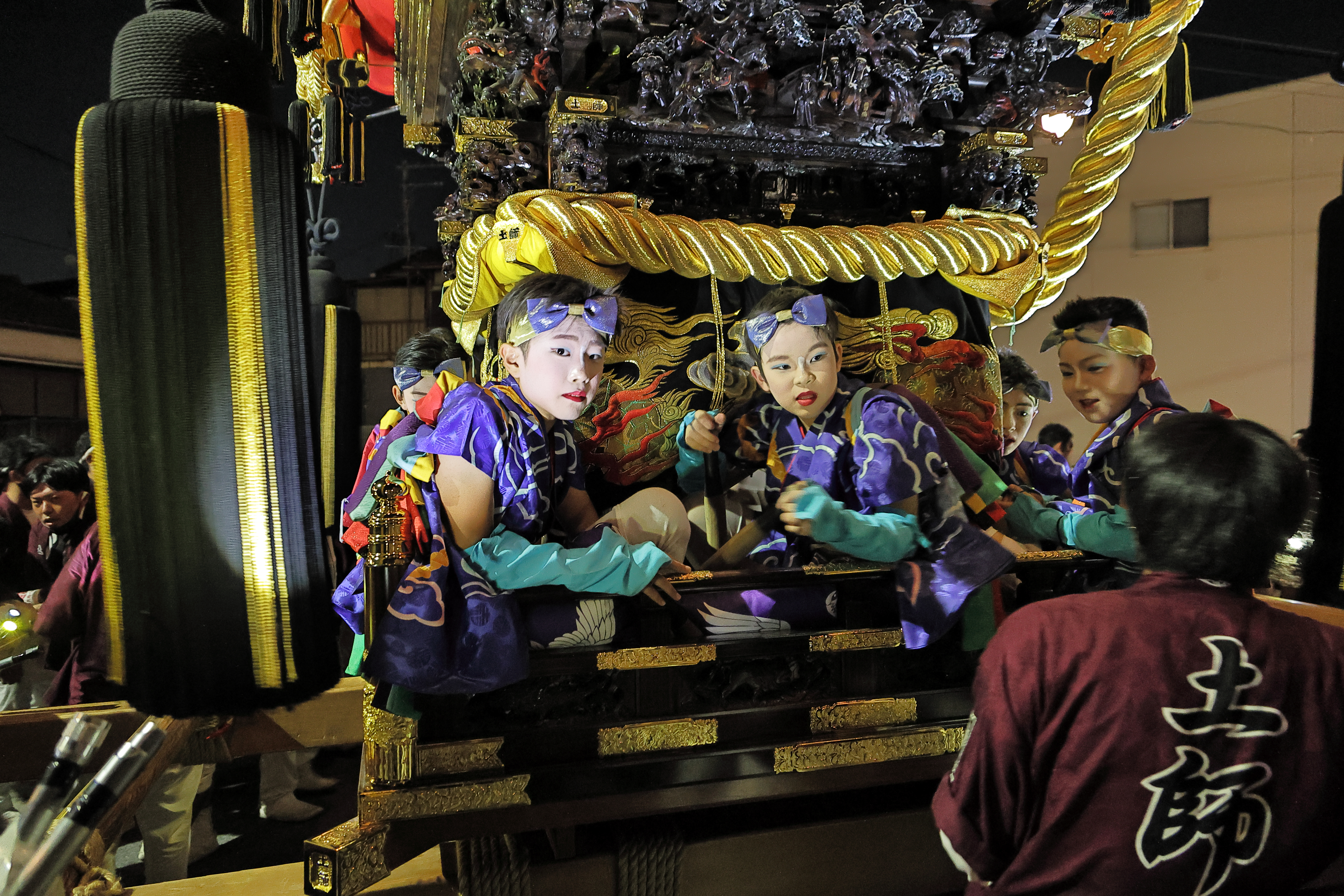
土師町の太鼓を叩く子供達
- 百舌鳥八幡宮から出てきた土師町のふとん太鼓

※百舌鳥のふとん太鼓は各町、大太鼓と子供太鼓を所有している。
※叩き手は通常子供太鼓が3年生4人、親太鼓は6年生8名が務める。町や子供の人数により5年生が叩いたり人数が少なかったりする。
※土塔町は平成15年度より43年ぶりに復帰。
 石津太神社秋祭り（10月の「体育の日」直前の金・土・日曜日）
- 石津川向
- 石津東
- 石津若中
- 北若仲
- 十三町会
- 西地蔵会

 石津神社秋祭り（10月第1土・日曜日）
- 浜石
- 緑ヶ丘

 八坂神社秋祭り（10月第1土・日曜日）
- 中村町
- 野遠町

 華表神社秋祭り（10月4,5日）
- 奥本町

 前夜祭・堺まつり（10月第3土・日曜日）
- 石津連合　(石津川向、石津東、石津若中、北若仲、十三町会、西地蔵会)
- 榎
- 大南戸川隅田青年団
- 北戸川
- 新在家濱
- 大甲濱

※石津連合は6町の中から3年周期で1町出場

### 歴史
堺市（旧市）のふとん太鼓は古くは江戸時代中期には住吉大社祭礼に担ぎ出されていたとされ、『三村宮祭礼絵馬』にも太鼓台のような練り物が描かれている。
堺市内では明治の中ごろまでは祭礼時には各氏子がだんじりや鉾を曳行し、神事として太鼓台があったが、明治29年の旧暦の8月1日の祭礼の際、堺市中之町西の紀州街道（だんじりが1台通れるほどの狭い道）において湊組の船地車と北の鍛治屋町の地車が鉢合わせとなり、双方道を譲らず争論となり死傷者が出る事故が発生。「堺の地車騒動」と呼ばれ、これ以後の堺市（現在の旧堺市街地域）での練物曳行は一切禁止となった。
その後、日本が日露戦争に勝利したことを祝して練り物の曳行が許可されたが、各氏子が地車を処分売却していたこと、それまでは堺に多くいた地車の職人が堺の地を離れていたり職を変えていたこと、地車の危険性などの理由から淡路よりふとん太鼓を買い付ける地域が多かったことから、ふとん太鼓だけが残っていった。
大正時代には開口神社では13台、菅原神社では14台ものふとん太鼓が奉納され、堺のふとん太鼓の黄金期を迎え、各町個性を主張しようと、白色ではない房、刺繍の施された布団ラシャ（布団の布地）、色違いの結び（新在家濱は現在でも青色を採用）など各氏子趣向凝らした太鼓台も登場した。
昭和へ入ると人手不足や諸事情等で太鼓台を手放す氏子が表れ始めその後には堺大空襲によって多くのふとん太鼓が焼失した。戦後は物資不足等の影響で飾り付けは基本的なスタイルに戻ったが近年、戦前のような豪華なものに戻ってきている。
1974年から開催されている堺まつりおよび前夜祭には、第一回よりふとん太鼓が参加している。最初は芦原濱、大南戸川、北戸川、新在家濱のみであったが、石津太鼓仲連合会、榎、大甲濱、出島濱、西湊、東湊の10町が加わった。またこれらの太鼓台は、全て堺まつりふとん太鼓連合保存会に入会している。
※芦原濱、出島濱、西湊東湊は2019年度に脱退した。
1991年に芦原濱、1993年に出島濱、2002年に石津連合(石津若中)が堺まつりふとん太鼓連合保存会代表として御堂筋パレードに出演した。
2019年5月1日の天皇陛下即位を記念して、堺まつりふとん太鼓連合保存会を中心とする記念式典が大仙公園にて開催された。太鼓台は計11基(石津川向、榎、大南戸川、奥本町、海船濱、北戸川、新在家濱、大甲濱、西湊、浜石、東湊)が参加した。式典には堺まつりなどには参加していない奥本町、海船濱、浜石なども参加した。
2020年度、2021年度は新型コロナウイルスの影響により各地域での太鼓台の曳行が自粛されている。

### 囃子歌・掛け声
【担ぎ上げ】
ヨイトヨイヤマカ　ドッコイサーノセ　(ソーリャーできたーできたー)
【囃子歌】
1番
石山の秋の月
月に叢雲花に風
風の便りは阿波の島
縞の財布に五両十両
ごろごろ鳴るのはなんじゃいな
地震雷あと夕立
べーらべーらべらしょっしょい
2番
牡丹に唐獅子竹に虎
虎追うて走るは和藤内
後ないお方に知恵貸そか
知恵の中山清閑寺
清閑寺のお住さんは坊さんで
それ故八朔雨じゃいな
※(坊さん蛸喰うてへとついた
着いた浮島両御島
島で名高い弁天山
山へ登るは西の丸)
べーらべーらべらしょっしょい
※旧市地区、石津地区の一部で唄われている。これが唄われる際は、「それ故八朔雨じゃいな」は唄われない。
3番
※(かつては主に旧市地区で唄われていたが、現在では海船濱のみ現存。)
松のないのに並松町
半町旅籠で一町半
咲いた花なら桜之町
綾や錦に織り込んで
かえるが飛びつく柳之町
羽子板三つで九間町
拝んで通るは神明町
橋の下で宿屋町
材木積んで車之町
お女中欲しがる櫛屋町
笑うて通るは戎之町
小栗判官熊野町
べーらべーらべらしょっしょい
- この他にも、町ごとのオリジナルの囃子歌も存在する。

【差し上げ】
ヤーエ、ヤーエ、アーヨイヤマカソコジャイナ　ヨーイヤセ

### 保存されている太鼓台
堺市堺区堺市博物館
- 本町(先先代)

堺市堺区南嶋町月洲神社境内倉庫
- 並松町(廃止)

※一般公開はされていない。　
堺市堺区北旅籠町菅原神社七道ヶ浜御旅所内
- 開（北開）（休止）

※一般公開はされていない。

### 廃絶されたふとん太鼓
第二次世界大戦による空襲や、戦後の担ぎ手不足で非常に多くの太鼓台が廃絶された。
最盛期の旧市地区は、現在の堺市のふとん太鼓全体数に及ぶ約30町が存在した。
(旧市地区)
菅原神社
- 北島
- 北濱
- 九神濱
- 車材木
- 宿屋濱
- 上田
- 並松
- 開/北開
- 南戸川
- 利器製作仲

開口神社
- 大濱
- 建築仲/大工仲
- 紺屋濱
- 魚小売仲
- 大甲濱(平成10年復活)
- 中宿濱
- 中戸川
- 東大甲
- 南魚仲/あなごや
- 南半町(子供太鼓として現存)

方違神社
- 瓦町
- 花田口

月洲神社
- 南島

田守神社
- 松屋

野々宮神社
- 中新田(地車へ移行。現東町)
- 畑山(地車へ移行。現畑山町)

## 貝塚市の太鼓台
感田神社夏季例大祭（大人太鼓台）・秋季例祭（子供太鼓）

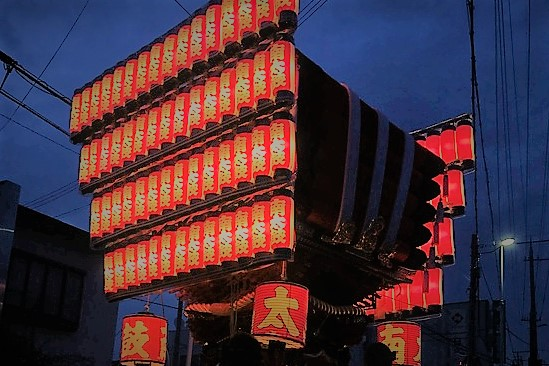
提灯で飾られた貝塚太鼓台　南太鼓は平成２９年からライトアップ方式も採用するようになった。しかし貝塚祭りの伝統を重んずる観点から他地域に習うやり方には否定的な意見も根強く、二年目は宵宮に「提灯」本宮に「ライトアップ」にしている。

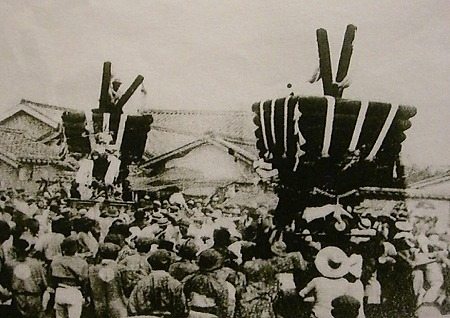
大正八年の本宮　貝塚浜　西太鼓新調の年　まだ黒帯に染めていないのがわかる（帯は新調時は白で数年で黒帯に染める）桜井義国渾身の太鼓台　左は焼失した先代南太鼓（隣接の倉庫から出火、ペスト菌が発生したため焼却したとの説もある）

7月「海の日」直前の土・日　（本来は7月１８日宵宮・１９日本宮）
7月の第一日曜日には「試験担ぎ」が行われる。
大阪府の泉州路に秋を告げる岸和田だんじり祭（旧市九月祭礼）と並び、同じく梅雨明けの夏本番を招く泉州の代表的な祭りである。泉州で行政自治体名の付く祭礼は岸和田祭（旧市九月、地車祭礼年番）と、この貝塚祭（七月太鼓台、祭礼運営委員会）のふたつである。
これは泉州（大鳥郡、和泉郡、南郡、日根郡）の南郡（明治29年泉南郡の設立と同時に廃止）に属する、南海沿線岸和田町（＝六町総称）・岸和田浜町・岸和田村の三郷と、貝塚町（＝五町総称）の祭礼であったことから現在まで変わりはない。
※岸和田祭(岸和田地車祭）は上記のごとく、旧市九月の岸和田地車祭礼年番を指して岸和田市全域の祭礼のことを言うのではない。（岸和田地車祭礼年番には春木地区の南浜町含む）
　貝塚太鼓台祭（貝塚祭り）　
　正式には貝塚宮太鼓台祭（かいづかのみやたいこだいさい）という。
貝塚では「ふとん太鼓」とは言わず単に「太鼓台」と呼ぶ。これは「装飾品」より「彫り物中心の太鼓台本体」を重視するからである。
祭礼は太鼓台の運行が主体のため市街中心地を交通規制して行われ、神社の境内で担がれることは無い。太鼓台の運行は南海電鉄貝塚駅商店街を含む大阪側の水間街道（中ノ町通り）で行われる。昭和四十年代以前までは、各町の太鼓台は宵宮運行終了の後、神社境内や神社前の中ノ町通りで宵越ししたが、太鼓台の保安上の問題や交通状況の影響もあって、現在では宵宮の「夜の担ぎあい」のあと各々、各町に戻るようになった。
貝塚太鼓台は他所と異なり、宮入りや宮出しよりも祭礼二日間の運行と「担ぎあい」に祭礼の重点を置く。
（ただし後述するように本宮には「神輿渡御」があり、ポスターなどで安易に「フェスティバル」と横文字表記されるのには聊かの違和感が伴う）。
そのため貝塚の太鼓台は、祭礼中コマをほとんど使用せず、担ぎとおして運行する。
コマを入れて運行すること（担がないで運行すること）は恥とされ、これは「だんじりは曳くもの、太鼓台は担ぐもの」という岸和田貝塚伝統の祭礼概念からである。
近年では、貝塚において「神社奉納」「宮出し」という旧来の祭礼の本義は、昭和後期から行われ始めた「宵宮のかきあい」により、今では殆ど形骸化している。（本宮の神輿渡御の先導役としての太鼓台運行や、貝塚浜での神事は現在、行われていない）。
また泉州唯一の夏祭りと言われる所以は酷暑の中、数回に及ぶ「担ぎあい」を行い、上記の如くコマ運行を殆どしないなど極めて過酷な祭礼であることや、泉州では七月貝塚太鼓台、八月佐野の盆踊り、九月岸和田だんじり祭りという旧暦の季節感（盛夏〜初秋）があり、貝塚太鼓台は「蛸祭り」、岸和田祭は「カニ祭り」という浜沿い特有の筍の異名があるのもこのためである。
泉州で夏にだんじり祭りがないのは、この貝塚太鼓祭があるからであり、初秋の岸和田祭へと続く自然の風土感のあることが一番の理由である。
夏本番を迎える貝塚太鼓祭宵宮は、午後一時頃から市街地運行、とりわけ浜四町の貝塚商店街の三百メートルの坂道を最初に上がる始まりは、ものすごい迫力である。泉州で言われる「さぶいぼが立つ」の例えに、岸和田祭の早朝浜七町の曳き出しと、この太鼓台の担ぎ出しを言う人も多い。
担ぎ出された太鼓台はそのあと、夕刻五時頃まで周回運行を続ける。夜は提灯の「灯入れ運行」となり、旧26号線（大阪府道204号堺阪南線）で七町による一斉の「練りあい」（「かきあい」ともいう）がある。
本宮は正午過ぎあたりから順次、西の町交差点から神社まで、中の町通り（水間街道）を担ぎ上がり宮入りを行う。神事と祭礼委員会の式典の後、全町による「担ぎあい」が行われる。警報サイレンと同時に始まる猛暑の中の十五分に及ぶ担ぎ合いは、およそ他所に比類ない過酷かつ勇壮な祭礼となる。これが貝塚祭りの真髄であり「太鼓台は貝塚」と言われる所以である。
そのあと終了後も再び夕刻まで自由運行となる。昼間の運行の最後となるこの時間帯には、各町会の申し合わせによって再び南海貝塚駅前などでも「担ぎあい」が行われる。
そして夜は祭礼を締めくくる、浜四町・上三町それぞれの「かきあい」があって、二日間の祭礼ながら見所は多い。

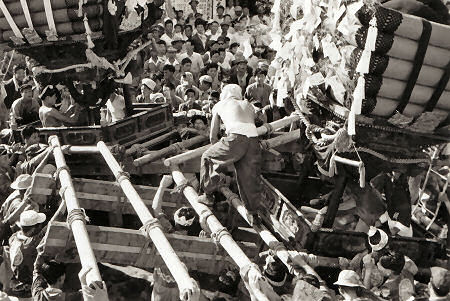
昭和30年代半ばには、太鼓台の「のせあい」から喧嘩が頻発した　写真は堀の町太鼓が破損して６年間休止した、南太鼓との喧嘩　昭和34年頃。（手前が堀の町太鼓、向こう側が南太鼓）毎年喧嘩が頻発したため、四十年代初めには一年祭礼が中止となり、しばらくの間、祭礼がすたれた時期がある。

ただ、貝塚に於いて他地域の太鼓台の見せ場となる「差し上げ」は一切ない。また稚児（乗り子）は存在しない。
（貝塚祭りは過去において、担ぎあい後の興奮した太鼓台同士の「乗せあい」が喧嘩にまで発展することが多かったため、他所のような化粧した稚児を乗せるなどの慣習はない）。

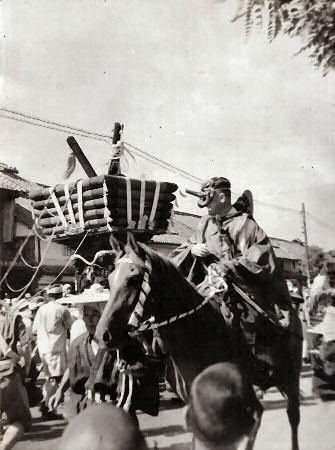
戦前のお渡り（神輿渡御）と、先導する南太鼓　大日本帝國憲法下では宮総代の取り仕切る、お渡りが祭礼の中心であった。

本宮の午前中は神輿渡幸が氏子各町を巡る。この時の神輿行列の「左大臣」「右大臣」は北小学校の男子から毎年選出される。稚児は祭礼中、神輿行列には参加するが、例大祭の前座を務める太鼓台には乗せることはない。
このことは江戸時代当時、貝塚御坊願泉寺が招聘された折りに、町民が梯子に飾りをつけたような出し物で祝ったこと（貝塚祭りの発祥）と従来の神事との筋目を立てているためである。
感田神社は現在地に移転鎮座(南郡海塚村と同郡堀村から合祀）した江戸時代の中期以前より、幕府領として大坂奉行所及び、寺内町領主である卜半家を中心とする周辺の寺院との関連性が極めて強かった。神社であるにもかかわらず仏式の楼門が今なお、健在している。
感田神社は明治政府神社庁の旧郷社に属していたため、神輿の巡幸が祭礼の中心行事であり、その習慣は現在も続いている。
（各町会の氏子総代は祭礼中は神事奉仕優先となる）
※　泉州（和泉国）一の宮は、堺市西区の大鳥大社（旧官幣大社）である。主要節の新嘗祭などに国家から初穂料が支払われる「戦前の国家別格大社」である官幣大社の社紋は皇室に準ずる「菊の御紋」である。大鳥大社の鳳だんじり祭りは泉州では歴史が一番古く、氏子の地車町会の化粧に格式ある「菊紋」を用いるのには現在でも何ら制約はない。
※大阪府の旧律令国である、摂津・河内・和泉の「一の宮」はそれぞれ　①摂津（住吉大社）②河内（秋郷祭で有名な枚岡神社）③和泉（大鳥大社）いずれも官幣大社（旧社格）で、現在でも神社本庁の別表神社である。
感田神社祭礼も神社宮本である中ノ町を除く各町会には、現在も数メートルの竹笹で四方を囲われた「結界」の「お旅所」が設けられ、宮司と巫女による神事が行われる。（現在では本宮の午前中行われ、この時間帯の太鼓台の運行はない）。
感田神社の神輿は東京浅草の「千貫神輿」に匹敵する大きさのため、昭和中期以前は牛が引くのが習わしであったが宮総代の代表が扮する猿田彦の乗る馬とともに近年は道路交通法上、子供会や子供育成会が引いて次町に引き渡すようになっている。
（戦前戦中において在郷軍人会が担いで暴れた事や、積年の損傷も激しく近年に新調された）。
宵宮の午後からは神社で疫病退散と厄払い祈願の「湯神楽神事」も行われる。
（一般の神楽神事は祭礼二日間行われ、氏子九町すべての家庭に神楽券が配られる）。
～～重厚かつ繊細な「枡組」は貝塚太鼓から広まった　ふとん太鼓ではなく「太鼓台」である理由～～　
（水間観音三重塔の桝組や釘無堂の柱などを山車に応用した宮大工、貝塚岸上一門～いずみ彫りの発祥の経緯）

だんじり文化一色の泉州において、旧貝塚町（北小学校の一校区）という限られた地域の祭礼にもかかわらず、明治の高松彦四郎はじめ大正の開正藤・桜井義国など名匠と云われる彫師の手がけた太鼓台が今も保存され、尚且つ運行されている。

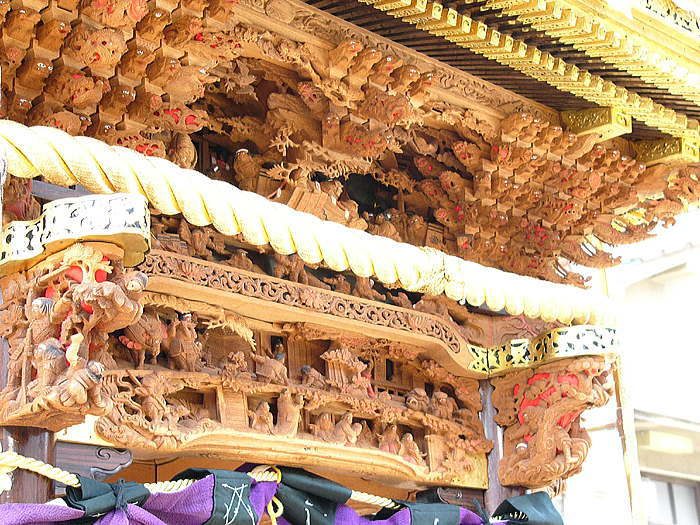
岸和田貝塚伝統の泉州彫り　　写真は安田卯の丸こと二代目高松彦四郎作と言われる大北太鼓台　　　重量感溢れる繊細かつ見事な彫り物で木鼻は貝塚独特のものである

フル扇の垂木・重厚な枡合枡組み・奥行きのある狭間・欄干から泥台に至る彫り物は、岸和田貝塚独自の「泉州彫り」（いずみ彫りとも言う）と云われ、その繊細さから現在でも「岸和田型地車（下だんじり）」「貝塚型太鼓台」と他地域とは区別されている。
貝塚の太鼓台は三本締めの帯、梯子、二本のマラ、ふとん部四方の網など一見するだけで異なる形態である。
また「せり上げ」と呼ばれる独特の構造により、台座と四本柱から上は別固体である。（台座の枠中に四本柱が入るもうひとつの枠があり、それ自体が底に固定されず吊っているため上下が可能である。細かい枡組みがばらけないための心柱や、上下を固定する杭止めのある複雑な四本柱は貝塚独特の構造である）。
※大北町会では現在も、太鼓台本体の「組み立て方について」後継の指導を行っている。
担ぎ手の力が直接伝わる台座と、その重心を安定させるための四本柱から上部分が「違う揺れ方」をするのはこのためであり、提灯で上部の重みが増す夜は特に顕著である。
貝塚において太鼓台の「差し上げ」（サセ）がないのは、太鼓台の重量及び先述の「せり上げ構造」に加え、運行中心の「動」の祭礼であるためで、担ぎ手が交代するたびに太鼓台がいちいち担いだまま静止するようなことは一切ない。
休まず少しでも太鼓台を落とすまいとする担ぎ手の気合いと迫力が、周りの見物客を圧倒する。そして何よりも先人の時代から「だんじりは岸和田、太鼓台は貝塚」の伝統概念もあって、祭礼二日間の人出は相当な数にのぼる泉州屈指の夏祭りである。
提灯で昼間以上の迫力ある太鼓台の夜間運行は古き時代の情緒も加わり、一年中で最も暑い時期にもかかわらず多くの観客で溢れかえる、泉州の夏の風物詩である。
浜四町　

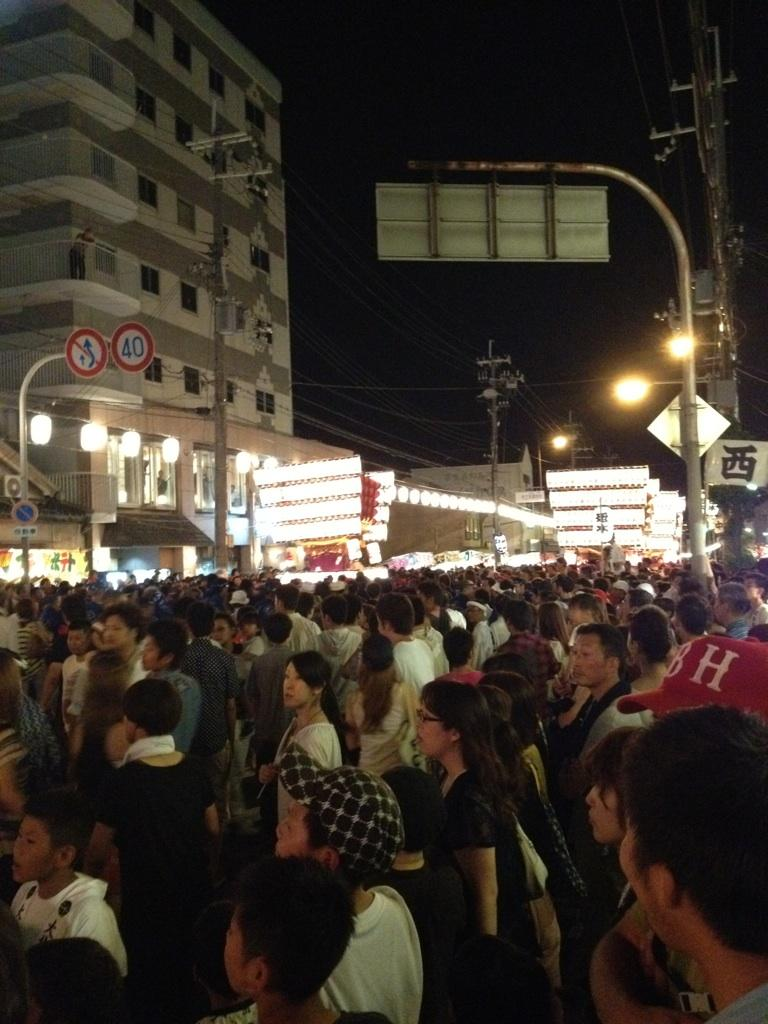
感田神社前を通過する中北太鼓と通りを埋め尽くす観客　伝統の秋の岸和田祭・夏の貝塚祭は南海沿線の有名な年間行事である

カッコ内は旧町名。旧貝塚町とは、この五つの町の総称であり貝塚では昔から町を「〇〇ちょう」と呼ぶ
- 大北町　（貝塚北之町・二軒町を含む）　おおぎたちょう

安田卯の丸こと二代目高松彦四郎および高松一門の作と云われる　組み立て式太鼓台で、戦前から昼提灯と網目にガラス玉が入った網が特徴。金の御幣と金梯子を賜り、かつて「あらこ」の異名を取る。
- 中北町　（貝塚北之町）　なかぎたちょう

伝説の彫徳こと初代高松彦四郎作。幕末から明治初期の製作と云われる。得意の太閤記で統一された彫り物は圧巻でなおかつ貴重な泉州最古の太鼓台である。元は大北太鼓同様に組み立て式太鼓台。勇ましい四隅の黒の組房が特徴。
- 南町　（貝塚南之町）　みなみのちょう

淡路の巨匠、開正藤を中心に川島暁星ら多くの名匠が手掛けた名作太鼓台。先手先段数の多い桝組や狭間などには奥行きある精密な彫り物が多数彫られている。（布引の滝四段目小桜責め・新田義貞稲村ヶ埼宝剣を奉ずなど）また泥幕にまで名匠の一枚ものの彫物が四方に彫られている。彫金は金銀の「瓢箪」
- 西町　（貝塚西之町）　にしのちょう

名匠左衛ェ門こと桜井義国が大工仕事まで手掛けた破風屋根（入母屋）の太鼓台。義国独自の重厚な彫金のタガヤ屋根、欄干などが他町と異なる作りになっている。義国が手掛けた岸和田市並松町の段数の多い細かい枡組から、竜や牡丹など一回り大きな組み物で段数を減らしてまで重圧感を持たせた義国自身の最初で最後の試みが見れる太鼓台であり、この時代に黒檀を多く使用し、平成に中町が新調するまでは最大の重量であった。網と帯の色は黒ではなく、濃い藍色である。　
淡路の開正藤は明治の貝塚太鼓台の大北・中北の桝合いの間取りから高松一門に習い、段数の多く広い枡合いの取れる手法により、岸和田市中町地車・貝塚南町太鼓台・貝塚市半田地車（先代）などの新調に用いた。このことが、後の貝塚市麻生郷に大型だんじりが大正から昭和初期にかけて新調された背景にも関係することとなる。
今も地車の新調ブームが続く中、大正・昭和前半期製作の大型だんじりは、旧市では並松町・中町・大手町・本町・上町に対し、貝塚市では小瀬・堀・東・海塚・津田（当時は字なので町名は付けない）の麻生郷に集中している。他に泉佐野市の長滝西の番、熊取町の大宮だけである。
上三町
- 近木町　（貝塚近木之町）　こぎのちょう

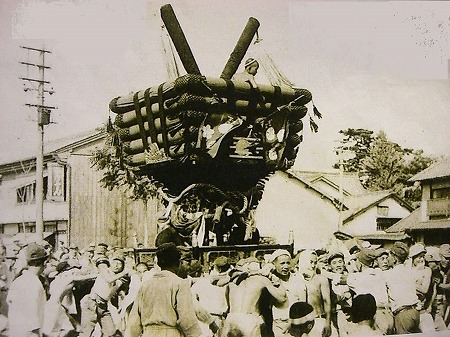
昭和前半頃の近木太鼓　四本柱を高く上げていたので、ふとん張りの厚みが薄く見える

大正九年に製作。近藤泰山が制作に加わった、桝合いのはざまが左右に分かれた細部まで手の込んだ美しい太鼓台である。（先代の太鼓台は明治初期の高松彦四郎作で一旦、堺の鍛冶屋町に売却されその後、西淀川区大和田西に千円で売却されたと云われる）。
- 中町　（貝塚中之町）　なかんちょう

平成の大型新調太鼓台。先代は北小学校前の個人展示館で今もなお、美しく保存されている。（太鼓台本体のみ）

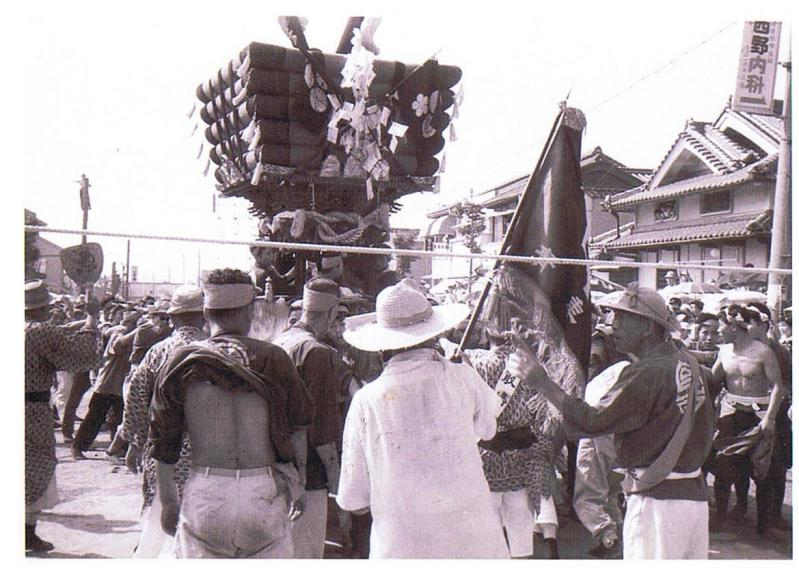
昭和三十年代中頃の先代中町太鼓台。　 　　　　　　　　　　　 マラ・ふとんばり・四本柱の比が均等な上、反りが美しく極めて損傷の少ない太鼓台である。（摂河泉太鼓台展示室蔵）

- 堀之町　（貝塚北之町　別名北上ノ町）　ほりのちょう

交差旗は「日章旗」と「旭日旗」である。北上ノ町として「神巻」を持つ　かつては左右一対あった（損失の片方は短剣もしくは神剣とされる）。　先代太鼓台は現在、淡路北淡町育波浜の「ふとんだんじり」である。（この太鼓台は二軒町より購入されたものらしく大正十年の祭礼で大破、堺の出島に譲渡され、その後、淡路に渡ったとされる）
※各町、大人太鼓台と子供太鼓台を所有　　
子供太鼓は別に秋季祭礼を行う（体育の日の連休）南上町も参加で八台となる。海新町の中型太鼓台は子供太鼓の祭礼に参加していたが、昭和四十年初頭に一旦、貝塚市に寄贈され、その後に姉妹都市米国カルバーシティに寄贈された。
この海新町の太鼓台のマラの房は水色で当時では珍しかった。（現在、中北町が黒房）。
昭和八年頃から戦意高揚のため子供太鼓の秋祭りもさかんとなり、旧国防婦人会（北婦人会の前身）も加わり北小学校の校庭で「担ぎあい」なども行われた。しかし終戦の荒廃期を経て昭和後期頃からの地域住人減少や少子化に加え、同日に行われている南海線の踏切を隔てた山側の「麻生郷だんじり祭り」の影響もあって次第にすたれていった。（海塚町は北校区に属する）
近年また復活の兆しが見え、令和元年に地元の北小学校OBや祭礼関係者の努力によって、数十年ぶりに北小学校グラウンドにおいて子供太鼓の全町一斉の「担ぎあい」が行われ、多くの家族連れや北小の同窓で賑わっている。
（付録）過去の貝塚太鼓台の主な変遷と経緯　（現北小学校体育館の場所にあった旧西谷家の家内古文書の伝聞を含む）。
※近木町の花街と日根郡の畠中（現・貝塚市）に大人の太鼓台があった記録があり、先の花街の太鼓台は八尾に行ったとされている。畠中の太鼓台と紀州街道旅籠町（通名で後述）にあったとされる太鼓台の行方は定かでない。
畠中は大型だんじりを所有し尚且つ、昭和５年頃から１０年頃まで大人の布団太鼓台も倉庫にあった。ただこの太鼓台は貝塚型ではなかったらしい。
（貝塚市では他に津田・沢などのように大型だんじりを持っていたにもかかわらず数年で売却して昭和４０年代はじめに祭礼を中止した町が多い。特に津田は麻生郷だんじり祭りの久保神社の宮入り番外二番町でもあった）。
※参考　津田（旧、南郡の麻生郷）　澤・畠中（旧、日根郡近義村、現・貝塚市）
津田　大正８年新調。久保神社（阿理莫神社）への宮入りに隣町の岸和田市南町を通らねばならなかった。昭和４５年に春木若松町に売却。岸和田祭で岸和田南町の地車は津田北町に曳行する
沢　　大正７年岸和田市北町より購入。昭和２９年祭礼の曳行中に事故、昭和３３年で祭礼中止する。昭和４７年に岸和田市大町に売却。
畠中　大正１２年新調　大正１０年より積立てで新調するも北近義で一町のみの祭礼でアンケートの結果、継続不可となり岸和田市額町に売却
また、通名旅籠町の太鼓台については南上町の旧会館の土間に「提灯の木枠」が残されていた（昭和三十年半ば以前）という証言と紀州街道で夕刻に灯入れしていた太鼓台の記憶があるとの証言もあるが、それらを裏付ける証拠もなく所有者の名もわからず年を経て詳細は殆ど伝聞のみである。
現在、貝塚市以外で確認できる貝塚型太鼓台は三台であり、西淀川区大和田西と八尾西山本の太鼓台は製作年では中北太鼓より更に古いとされる。

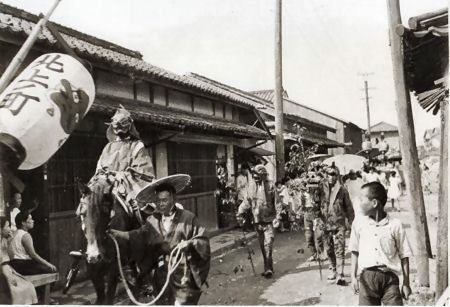
先頭を行く「猿田彦」を中心に行われた戦前の神輿渡御（お渡り）。
「北上ノ町」の天狗提灯が見える。
現在も堀の町、利斎坂には「天狗の面」を祭礼中展示する旧家がある。

※現在、大北町・中北町・堀の町の3町の住所表記は「北町」である。
（北上之町列伝）
ごく一部ではあるが神社宮本は堀の町だという説がある、これは上記記載の堀の町太鼓の前部に吊るされた左右「奉巻神剣」の與伝からである。
※大北町・中北町の「丸みに変形した北」の意匠文字は明治四年、北小学校（発足は貝塚北之町の郡学問所として寺子屋に開設の後、願泉寺境内内に拡張、明治二十二年に南郡貝塚町時代の尋常高等小学校となる）の明治天皇による姫松尊称・校歌賜勅の際に意匠考案されたのが泉州で最初でありその後、大北町・中北町太鼓台の交差旗や町旗にも採用されるようになった。（姫松は北小学校の校章にデザインされ、明治四年の創立時から今も変わりはないが、現在は校内に切り株が残るだけである）。
雪に耐え　嵐に耐えし後にこそ　松の位も高く見えけれ　
（貝塚市立北小学校校歌　明治天皇玉賜　令和三年2021年に創立150周年を迎える）
※姫松は当時、堺市浜寺から大浜に至る「羽衣」と歌われた美しい大阪湾の南の端に位置する貝塚浜にあった松の巨木で、紺碧の空と海に松の緑の絶景から貝塚市の「二色の浜」の地名が起こったとも云われている。貝塚町では戦前、この姫松と南上町上善寺にあった銀杏の大木（昭和36年の第二室戸台風で倒木）が知られており、旧帝国海軍の大阪湾観艦式（昭和５年と１１年の海軍特別大演習）には紀淡海峡友ヶ島水道からの目印とされたとの話も残っている。（連合艦隊の戦艦・空母などの主力艦隊をはじめ、海軍の艦艇が多く集結したので、大阪湾の吃水が5cm上昇したとの逸話は有名である）。
また堺市の浜寺から貝塚浜までと、貝塚浜から日根郡岡田村までの遠泳行事は昭和戦前まで軍事教練を兼ねて有名であり、昭和三十年代から浜寺市営プールに水練学校がある。
※　今でも貝塚市内で「貝塚に行く」という言葉をよく耳にする。これは旧貝塚町（南海線貝塚駅付近）に行くという意味で、他所の人間からすれば可笑しく聞こえる会話であるが、貝塚市には水間鉄道が通っているためで、列車の行先表示は、「水間観音」と「貝塚」である。
秋の貝塚のだんじり祭りはこの水鉄があるため、南海貝塚駅付近の麻生郷、水間観音龍谷橋〜水間駅の木島地区、加えて
奥水間温泉郷、和泉葛城山ハイキングコースと一日で秋を満喫できる近年注目されている観光ルートである。
※　大北町の一部であった二軒町、南上町紀州街道に旅籠町（通名）の太鼓台もあったが、担ぎ出された記録は残ってはいない。また旧貝塚町内で紀州街道が現在も残るのは海新町と南上町の区域だけであり、紀州街道を運行する太鼓台は南太鼓だけである。二軒町は大北町の一部で現在は北町、南上町の住所表記は現在に至るまで南→南町、海新町は海塚五部→海塚３丁目である。（海塚１・２丁目は麻生郷地車祭の海塚町）。

## 泉佐野市のふとん太鼓
春日神社夏祭り
[7月海の日の前日と当日（7月第3日曜日・月曜日）]
- 春日町
- 新町
- 野出町

※各町、大太鼓と小太鼓を所有

## 茨木市のふとん太鼓
新屋坐天照御魂神社秋祭り
[10月毎年体育の日の前日の日曜日]
江戸時代には福井村の各地区に神輿があり奉納されていたが、喧嘩・怪我が多く発生したため廃止された。
昭和23年青年団結成、昭和29年新蒲団太鼓にて開始。
青年層の就労状況の変化、価値観の多様化、少人数による活動困難が懸念されるが、
平成8年自治振興会 太鼓保存会により活動が継続されている。
福井太鼓保存会
- 上地区
- 中地区
- 下地区
- 中河原区
- 豊原地区
- 山西地区
- 府営地区
- 促進地区
- 南地区
- 朝日ヶ丘地区
- 宮の前地区

## 奈良市のふとん太鼓
[10月体育の日前の土日]
- 西畑佐紀神社（佐紀西町）布団に刺繍あり
- 門外釣殿神社（佐紀中町二丁目）布団に刺繍あり
- 葛木神社（佐紀東町）布団に刺繍あり
- 式内佐紀神社（二条町氏神）廃絶後→子供みこし
- 八幡神社（西大寺）布団でなく大和型屋根
- 平松皇大神社（平松）布団
- 押熊八幡神社（押熊町）布団でなく大和型屋根
- 中山八幡神社（中山町）布団でなく大和型屋根
- 山上八幡神社（山陵町山上）布団に刺繍あり
- 山陵八幡神社（山陵町）布団
- 興福院天神社（尼辻中町）布団
- 蓬莱神社（宝来）布団ではなく唐破風屋根
- 疋田三輪神社（疋田町）布団
- 菅原神社（菅原町）布団でなく唐破風屋根
- 倭文神社（西九条町）布団
- 元岩清水八幡宮（大安寺八幡）
- 柏木天満神社（柏木町）廃絶
- 三宝荒神社（古市町）布団
- 狭岡神社（法蓮町）神社据置
- 添御県坐神社（歌姫町）神社据置
- 添御県坐神社（三碓）
- 南三条広峰神社（三条大路）廃絶
- 北三条春日神社（二条大路南5丁目）廃絶
- 北新天神社（二条大路南2丁目）廃絶
- 南新皇大神社（四条大路3丁目）廃絶
- 横領天神社（四条大路5丁目）廃絶
- 大将軍神社（四条大路4丁目）廃絶後→子供だんじり
- 斎音寺天神社（尼辻南町）廃絶
- 北野天満神社（尼辻北町）廃絶
- 五条山天神社（赤膚町）屋根なしの太鼓台
- 神社名不詳（藤の木、山之上、東坂）各太鼓台あり

他
東部山間地域に、数基の布団太鼓あり

## その他、ふとん太鼓がある所

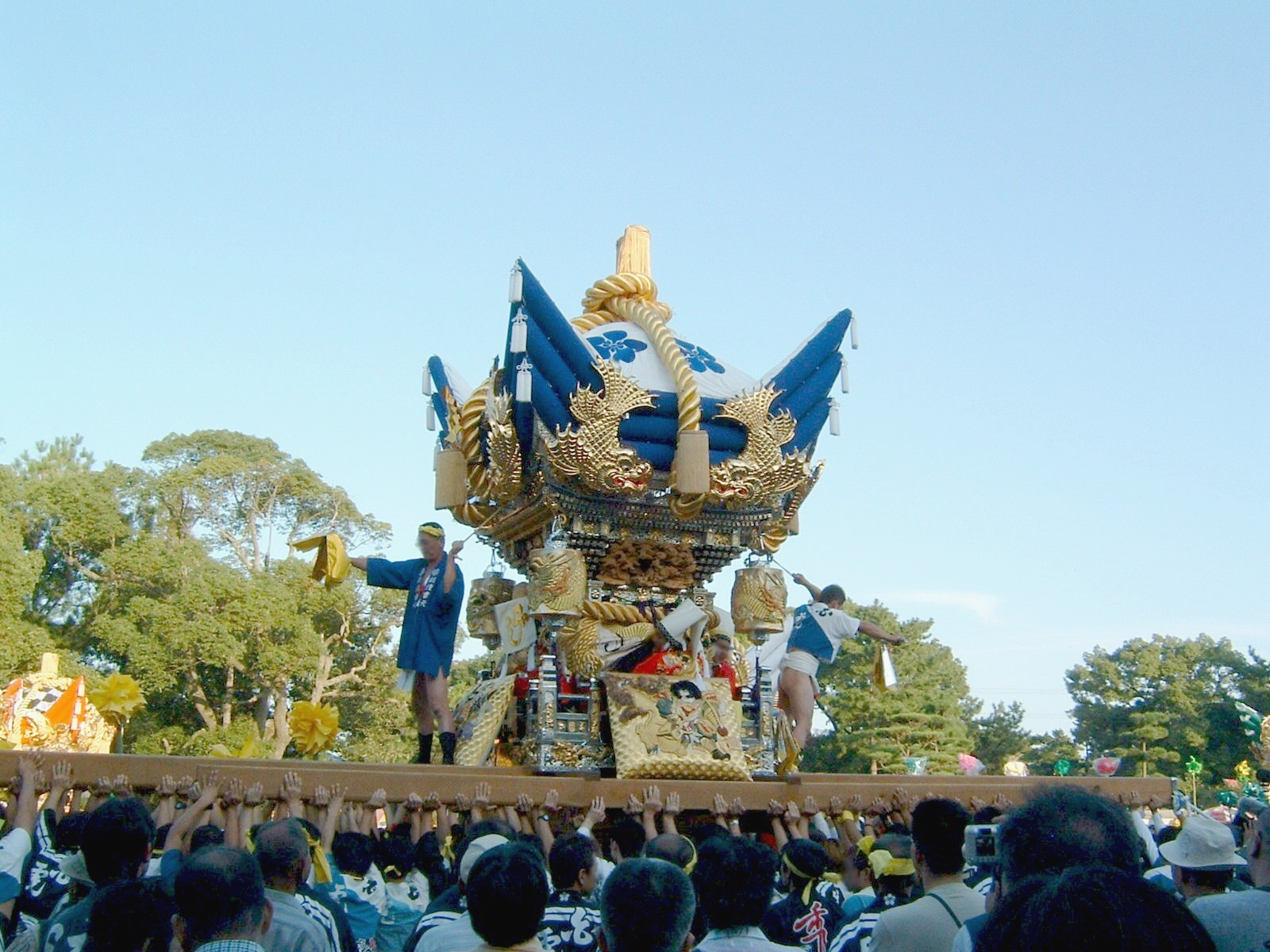
曽根天満宮 西之丁屋台

- 伊川谷惣社秋祭り（兵庫県神戸市西区）（ふとん太鼓）
- 赤羽神社秋祭り（兵庫県神戸市西区）（太鼓だんじり）
- 舞子六神社秋大祭（兵庫県神戸市垂水区）
- 宮前ふとん太鼓巡行（兵庫県伊丹市）
- 公智神社秋祭り（兵庫県西宮市）
- 三田の秋祭り（兵庫県三田市）（蒲団神輿と呼ばれる）
- 淡路だんじり祭り（兵庫県南あわじ市）（ふとん壇尻と呼ばれる）
- 八幡神社御例祭秋祭り（兵庫県丹波市柏原町）（子供神輿のため、車輪が付いている）
- 播州稲美天満神社秋祭り（兵庫県加古郡稲美町）
- 曽根天満宮秋季例大祭（兵庫県高砂市）（山型ふとん屋台）
- 播州三木大宮八幡宮例大祭（兵庫県三木市）（山型ふとん屋台・平型ふとん屋台）
- 堺八幡神社秋祭り（兵庫県洲本市五色町下堺）[3]
- 意賀美神社秋祭り（大阪府枚方市）（ふとん神輿と呼ばれる）
- 椋橋総社秋季大祭（大阪府豊中市庄本町）（3基のふとん太鼓があり、本祭の夜のみ布団屋根を梵天に外し替え、梵天太鼓に替える）
- 洲到止八幡宮秋祭り（大阪府豊中市大島町）
- 原田神社獅子神事祭（大阪府豊中市中桜塚）
- 若倭姫神社夏祭り（大阪府柏原市山ノ井町）（大正時代に作られた蒲団太鼓）
- 若倭彦神社夏祭り（大阪府柏原市平野）
- 布団太鼓台祭（京都府木津川市）
- 鹿島神社秋祭り（和歌山県日高郡みなべ町）
- 小泉神社秋祭り（奈良県大和郡山市）（布団神輿と呼ばれる）
- 斑鳩神社秋祭り（奈良県生駒郡斑鳩町）
- 龍田神社秋祭り（奈良県生駒郡斑鳩町）
- 龍田大社秋季大祭（奈良県生駒郡三郷町）
- 能地春祭り（広島県三原市幸崎町）
- 土庄八幡神社秋祭り（香川県小豆島）
- 日和佐八幡神社 秋祭り（徳島県海部郡美波町）（ふとん太鼓・ちょうさ）
- 塚口神社だんじり秋祭り　兵庫県尼崎市塚口本町